# Hippocampus
Hippocampus es un género de peces marinos conocidos como caballitos de mar o hipocampos. El género pertenece a la familia Syngnathidae, que también incluye a los peces pipa. 
Su etimología, creada por San Isidoro de Sevilla en su obra Etimologías, procede de la combinación de los dos términos en griego clásico ίππος (hippos, que significa "caballo"), por el peculiar parecido que presenta su cabeza con la de los caballos, y kampos ("monstruo de mar").

## Morfología

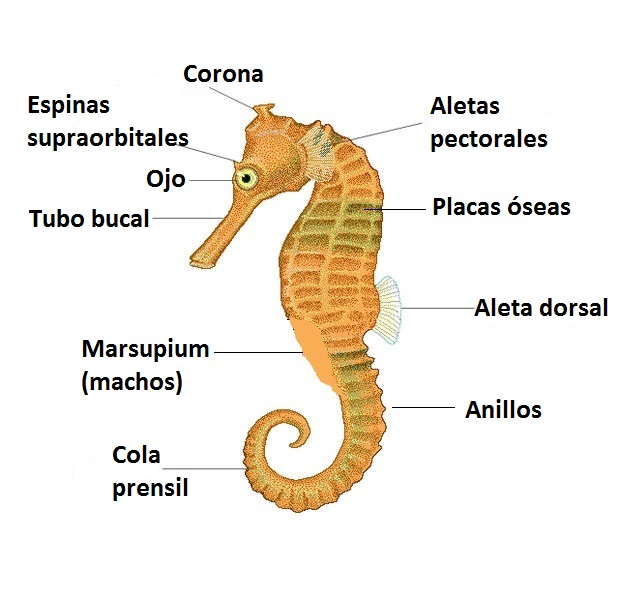
Anatomía del caballito de mar.

El cuerpo de los caballitos de mar está cubierto por una armadura de placas o anillos de constitución ósea. Su forma de nadar es muy diferente a la de los demás peces, así como la característica de tener el cuerpo en ángulo recto con la cabeza, hecho que no se da en ningún otro género conocido de peces. Adoptan una posición erecta, impulsándose con su aleta dorsal. El desplazamiento vertical lo consigue ajustando el volumen de aire de las vejigas natatorias y mediante las aletas pectorales. Las aletas son muy tenues y tienen forma de abanico. La dorsal impulsa los desplazamientos horizontales, y la agita unas tres veces y media por segundo. No tienen aleta anal, en su lugar tienen una cola prensil, que se enrolla en espiral y les permite aferrarse a corales y plantas subacuáticas. 
Respiran mediante branquias y su cuerpo se soporta gracias a la columna vertebral. Para comunicarse con sus congéneres, causan chasquidos con rápidos movimientos en su cabeza, haciendo rozar una parte del cráneo con una parte de su esqueleto externo superior. Este sonido también es perceptible en cautividad, cada vez que aspiran una presa con su tubo bucal.
El sentido del olfato está ubicado en unas fosas olfativas —situadas delante de los ojos— que filtran el agua, que es analizada con precisión por células especializadas. Su oído está compuesto por unos pequeños huesos, llamados otolitos, que son utilizados para recibir vibraciones externas.
En esta especie animal es el macho quien se ocupa del desarrollo de los huevos. La hembra usa su ovopositor para insertar los huevos maduros dentro de la bolsa incubadora del macho, en donde son fertilizados. Esta bolsa denominada marsupio, que permite diferenciar externamente los sexos, se transforma facilitando nutrientes a los embriones, los que en unas tres semanas están preparados para afrontar por sí mismos la aventura de su vida.

### Tamaño

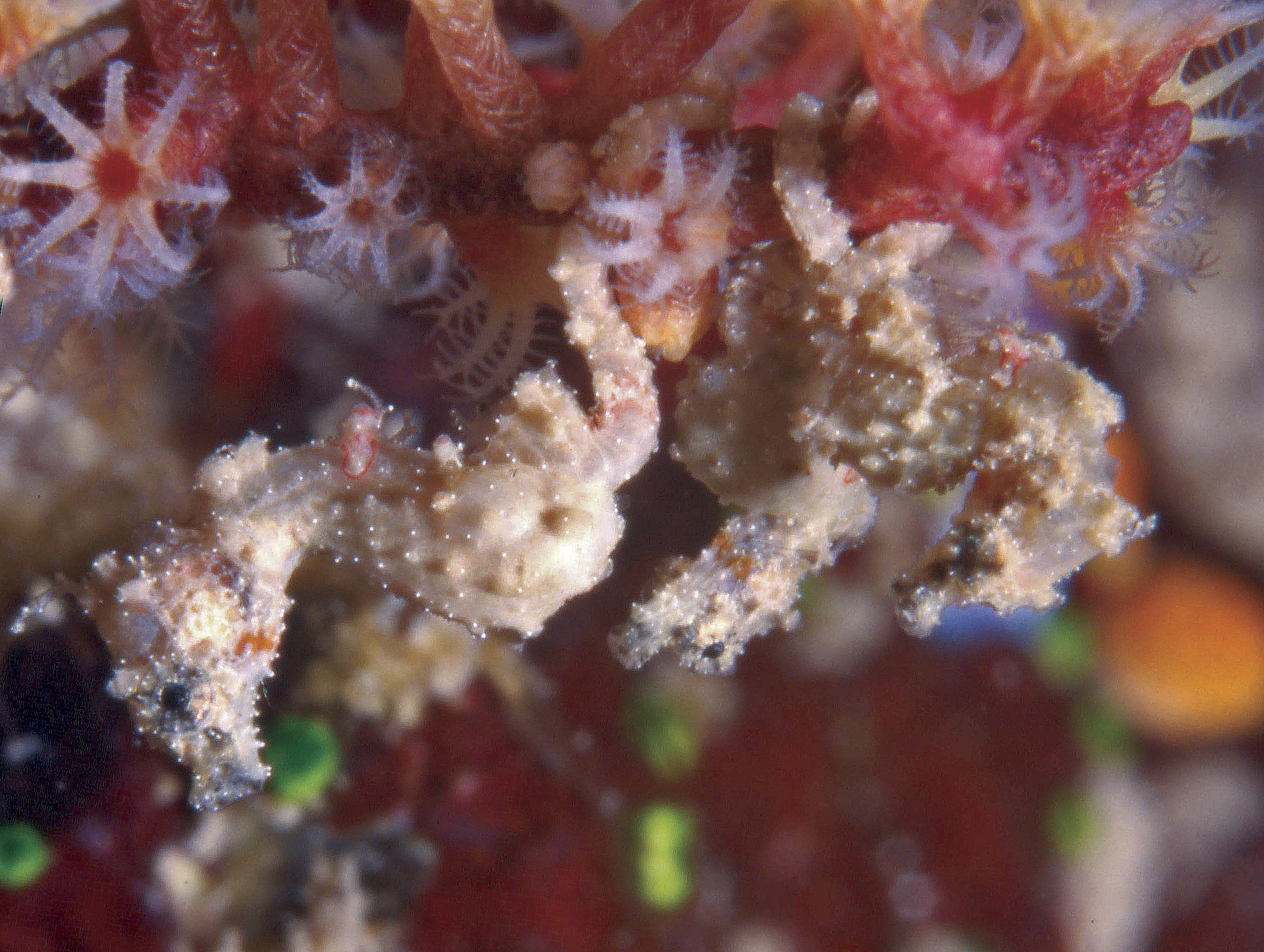
Pareja de H. satomiae
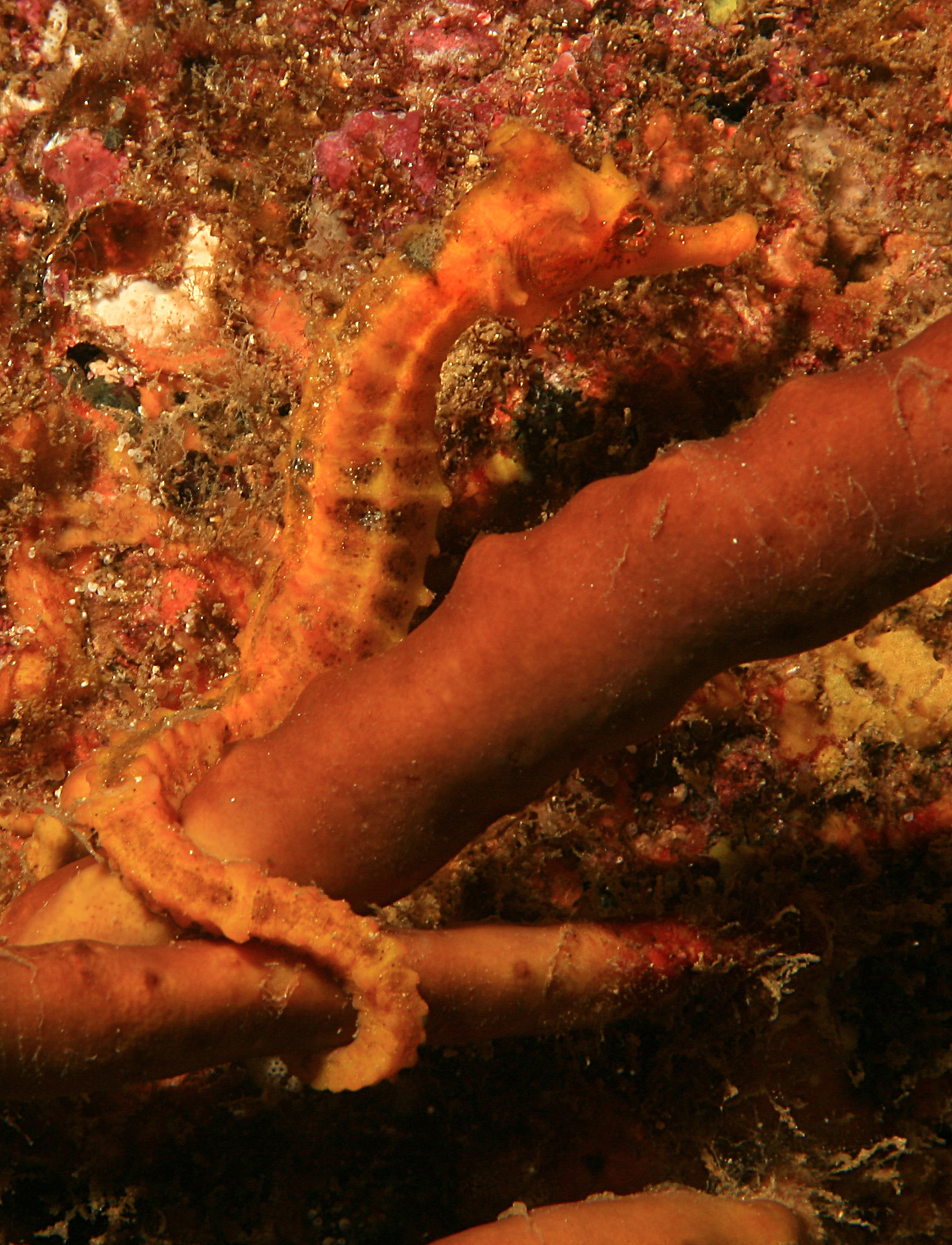
Hippocampus ingens

El tamaño de los adultos varía de acuerdo a la especie, desde el más pequeño Hippocampus satomiae, que fue descubierto en Australia y mide 14 mm de longitud, hasta el Hippocampus ingens 
sobrepasa los 29 cm de longitud.

### Mimetismo
Son miméticos y, según la especie, capaces de desarrollar largos o cortos filamentos de piel, o cambiar su color, para confundirse entre las macroalgas de su entorno. Esta estrategia de camuflaje es vital para su supervivencia, ya que, al ser muy lentos de movimientos, no pueden huir eficazmente de sus depredadores. Los caballitos de mar se han encontrado en estómagos de grandes peces pelágicos, tales como el atún, la castañeta roja, el pez dorado, o de cangrejos y aves de mar.

### Biofluorescencia

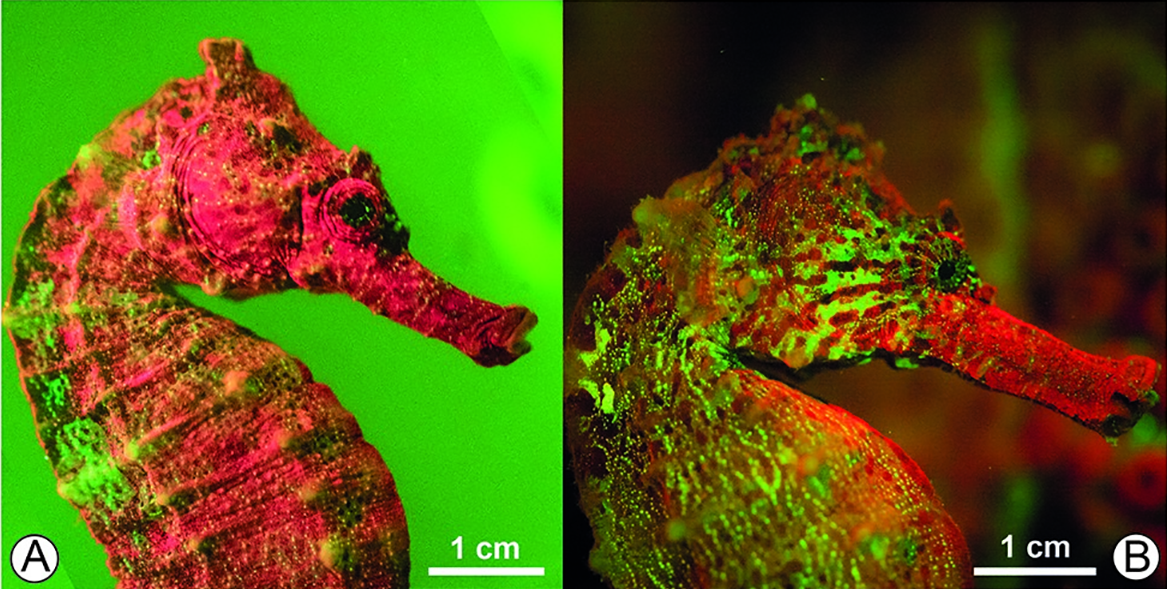
Biofluorescencia verde en H. reidi. (A) franjas en el dorso y (B) franjas en la cabeza).

Se ha estudiado la biofluorescencia para el caballito de mar, tanto en la naturaleza como en el cautiverio. Algunos hippocampus muestran emisiones de color verde, azul y de color rojo en forma de puntos o franjas. En H. reidi la fluorescencia roja de 600 nm cubría la cabeza, el tronco y la cola, en tanto la fluorescencia verde siempre se ubicó alrededor de los ojos.

## Alimentación
Los caballitos de mar son depredadores de pequeños invertebrados. Poseen un sistema visual con ojos que tienen movilidad independiente entre sí, les ayudan a reconocer sus presas, pequeños crustáceos que forman parte del zooplancton. Cuando la presa se pone a su alcance es aspirada a través de su hocico óseo por medio de un rápido movimiento de su cabeza. Tragan enteras a sus presas al no disponer de dientes, y se ven obligados a consumir grandes cantidades de comida, ya que prácticamente carecen de estómago.

## Reproducción

1. La hembra y el macho tienen hijos :transfiere sus huevos a la bolsa incubadora del macho, que se encuentra en su abdomen. 2. Los huevos fertilizados se desarrollan en caballitos de mar diminutos en el interior de la bolsa del macho. 3. A partir de su bolsa, el macho expulsa los caballitos de mar, entre 10 y 400. 4. Los caballitos de mar crecen y se desarrollan hasta la madurez, y el ciclo comienza de nuevo.

Se aparean estacionalmente, cuando se incrementa la temperatura del agua. Después de un baile ceremonial, la pareja de caballitos entrelazan sus colas, y, tras una serie de "contoneos" mezclados con períodos de pausa, que pueden ser de quince a veinte minutos, el macho deja caer su líquido seminal al exterior, y la fecundación de los huevos se produce según los huevos van entrando en el saco del macho. Las hembras trasplantan sus huevos con ayuda de una papila genital, apéndice cloacal u ovopositor, de unos tres milímetros de largo, en la bolsa ventral de los machos, donde pueden desarrollarse bien protegidos. Tanto la entrada de los huevos en el saco, como su fertilización, ocurren en un proceso extraordinariamente rápido (apenas 6 segundos). Esta estrategia es una manera más de asegurar que los huevos procedan exclusivamente de una sola hembra, con lo que se asegura la monogamia genética para ese lote de huevos.
El oxígeno se difunde a través de los capilares del tejido que reviste los huevos. Las hormonas ayudan a crear un fluido placental, que baña una pequeña parte del huevo que sobresale de los tejidos de la bolsa. El medio creado por el fluido en la bolsa se altera durante el proceso de procreación, pasando de ser parecido a los fluidos corporales, a parecerse al agua del mar circundante, presumiblemente para reducir el estrés de las crías en el momento del alumbramiento.
El período de gestación dura entre diez días y seis semanas, dependiendo de las especies y de la temperatura del agua del mar. Pasado este plazo, el macho deja salir las crías del interior de su bolsa durante varias horas, contrayendo su cuerpo para hacer presión y liberarlas. El nacimiento de los alevinos parece ser muy agotador para el padre. Agarrándose firmemente con la cola sobre un soporte, frota su bolsa contra una concha o roca hasta que salen los alevinos, con fracciones de los tejidos internos del padre. 
Las crías son réplicas en miniatura de sus padres, de unos siete a once milímetros de largo. Los primeros días entran y salen de la bolsa según haya peligro o no en el exterior. Tienen entre diez y más de cuatrocientas crías, dependiendo del número de apareamientos y de la especie que se trate.
Las hembras parecen madurar al mismo tiempo que los machos, siendo visible su ovopositor cuando está transfiriendo los óvulos al macho.
La reproducción puede estar influenciada por la luz, la temperatura y las turbulencias del agua del mar de la zona.

## Hábitat y distribución
Normalmente se encuentra en aguas tropicales poco profundas y de temperaturas calientes; su rango de profundidad oscila entre 0 y 2.543 m y el rango de temperatura puede estar entre 3,04 y 28,40 °C. Viven entre los corales, macroalgas, fanerógamas marinas  y manglares. Hay especies de caballitos de mar que se caracterizan por ser territoriales, las hembras suelen tener aproximadamente 100 m² de espacio territorial, mientras que los machos no suelen sobrepasar el metro cuadrado.
El caballito de mar o hipocampo se distribuye en aguas tropicales y templadas, tanto en ambas costas del océano Atlántico, incluyendo el mar Mediterráneo; como en el Indo-Pacífico, desde la costa este africana hasta el Pacífico central, incluido el mar Rojo.

## Especies
El Registro Mundial de Especies Marinas, WoRMS en inglés, acepta 54 especies en el género, estando catalogadas la mayoría por la Unión Internacional para la Conservación de la Naturaleza:
- Hippocampus abdominalis. Estado: Preocupación menor
- Hippocampus alatus. Estado: Datos deficientes
- Hippocampus algiricus. Estado: Vulnerable A2cd+4cd
- Hippocampus angustus. Estado: Datos deficientes
- Hippocampus barbouri. Estado: Vulnerable A2cd+4cd
- Hippocampus bargibanti. Estado: Datos deficientes
- Hippocampus biocellatus. Estado: No evaluado
- Hippocampus bleekeri
- Hippocampus borboniensis. Estado: Datos deficientes
- Hippocampus breviceps. Estado: Datos deficientes
- Hippocampus camelopardalis. Estado: Datos deficientes
- Hippocampus capensis. Estado: En peligro B1abc+2abc
- Hippocampus colemani. Estado: No evaluado
- Hippocampus comes. Estado: Vulnerable A2cd
- Hippocampus coronatus. Estado: Datos deficientes
- Hippocampus curvicuspis. Estado: No evaluado
- Hippocampus debelius[13] Estado: No evaluado
- Hippocampus denise. Estado: Datos deficientes
- Hippocampus erectus. Estado: Vulnerable A4cd
- Hippocampus fisheri. Estado: Datos deficientes
- Hippocampus fuscus. Estado: Datos deficientes
- Hippocampus grandiceps. Estado: No evaluado
- Hippocampus guttulatus. Estado: Datos deficientes
- Hippocampus hendriki. Estado: Datos deficientes
- Hippocampus hippocampus. Estado: Datos deficientes
- Hippocampus histrix. Estado: Vulnerable A2cd+4cd
- Hippocampus ingens. Estado: Vulnerable A2cd+4cd
- Hippocampus jayakari. Estado: Datos deficientes
- Hippocampus jugumus. Estado: No evaluado
- Hippocampus kelloggi. Estado: Vulnerable A2d+4d
- Hippocampus kuda. Estado: Vulnerable A4cd
- Hippocampus lichtensteinii. Estado: Datos deficientes
- Hippocampus minotaur. Estado: Datos deficientes
- Hippocampus mohnikei. Estado: Datos deficientes
- Hippocampus montebelloensis. Estado: No evaluado
- Hippocampus multispinus. Estado: No evaluado
- Hippocampus paradoxus. Estado: No evaluado
- Hippocampus patagonicus. Estado: No evaluado
- Hippocampus pontohi. Estado: Datos deficientes
- Hippocampus procerus. Estado: No evaluado
- Hippocampus pusillus. Estado: No evaluado
- Hippocampus queenslandicus. Estado: No evaluado
- Hippocampus reidi. Estado: Datos deficientes
- Hippocampus satomiae. Estado: Datos deficientes
- Hippocampus semispinosus. Estado: No evaluado
- Hippocampus severnsi. Estado: Datos deficientes
- Hippocampus sindonis. Estado: Preocupación menor
- Hippocampus spinosissimus. Estado:  Vulnerable A2d+4d
- Hippocampus subelongatus. Estado: Datos deficientes
- Hippocampus taeniopterus
- Hippocampus trimaculatus. Estado: Vulnerable A4cd
- Hippocampus tyro. Estado: No evaluado[14]
- Hippocampus waleananus. Estado: No evaluado
- Hippocampus whitei. Estado: Datos deficientes
- Hippocampus zebra. Estado: Datos deficientes
- Hippocampus zosterae. Estado: Datos deficientes

## Galería

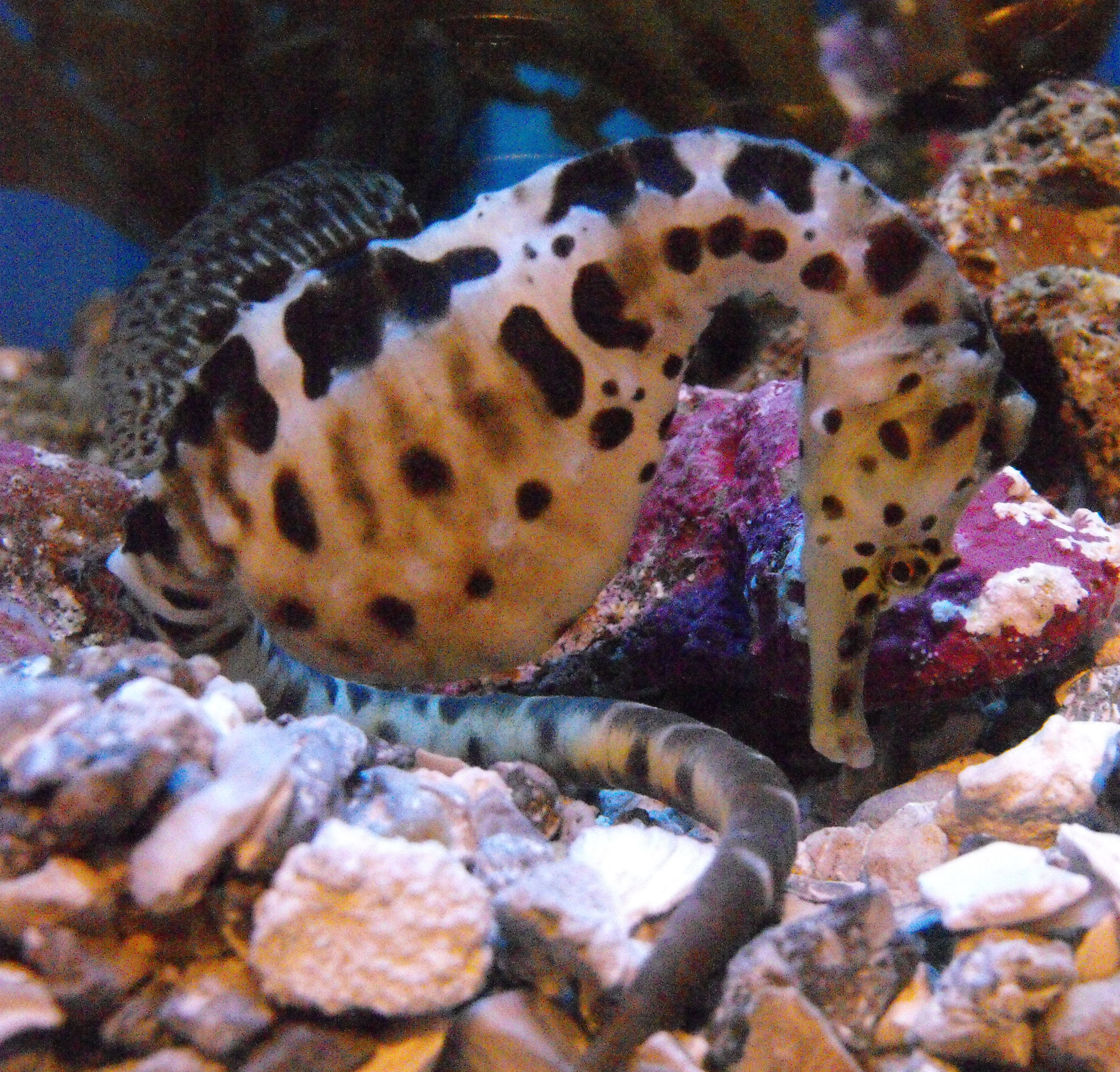
Hippocampus abdominalis
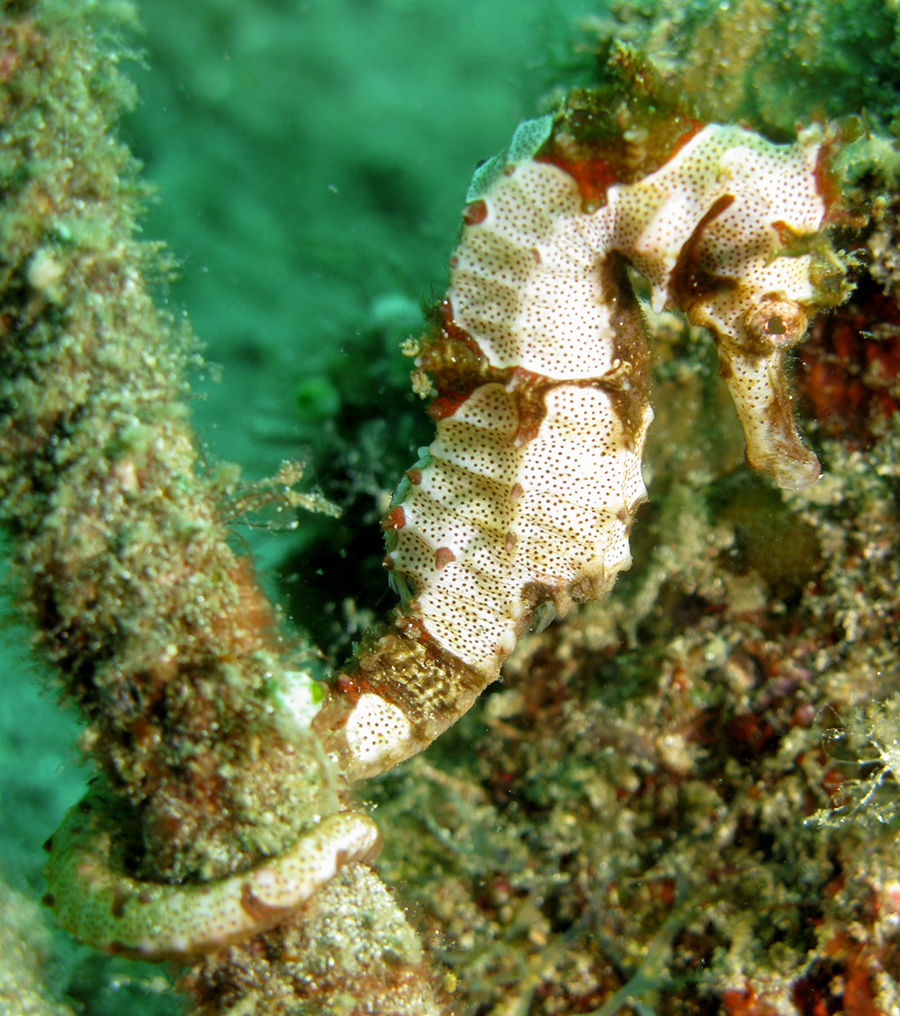
Hippocampus alatus
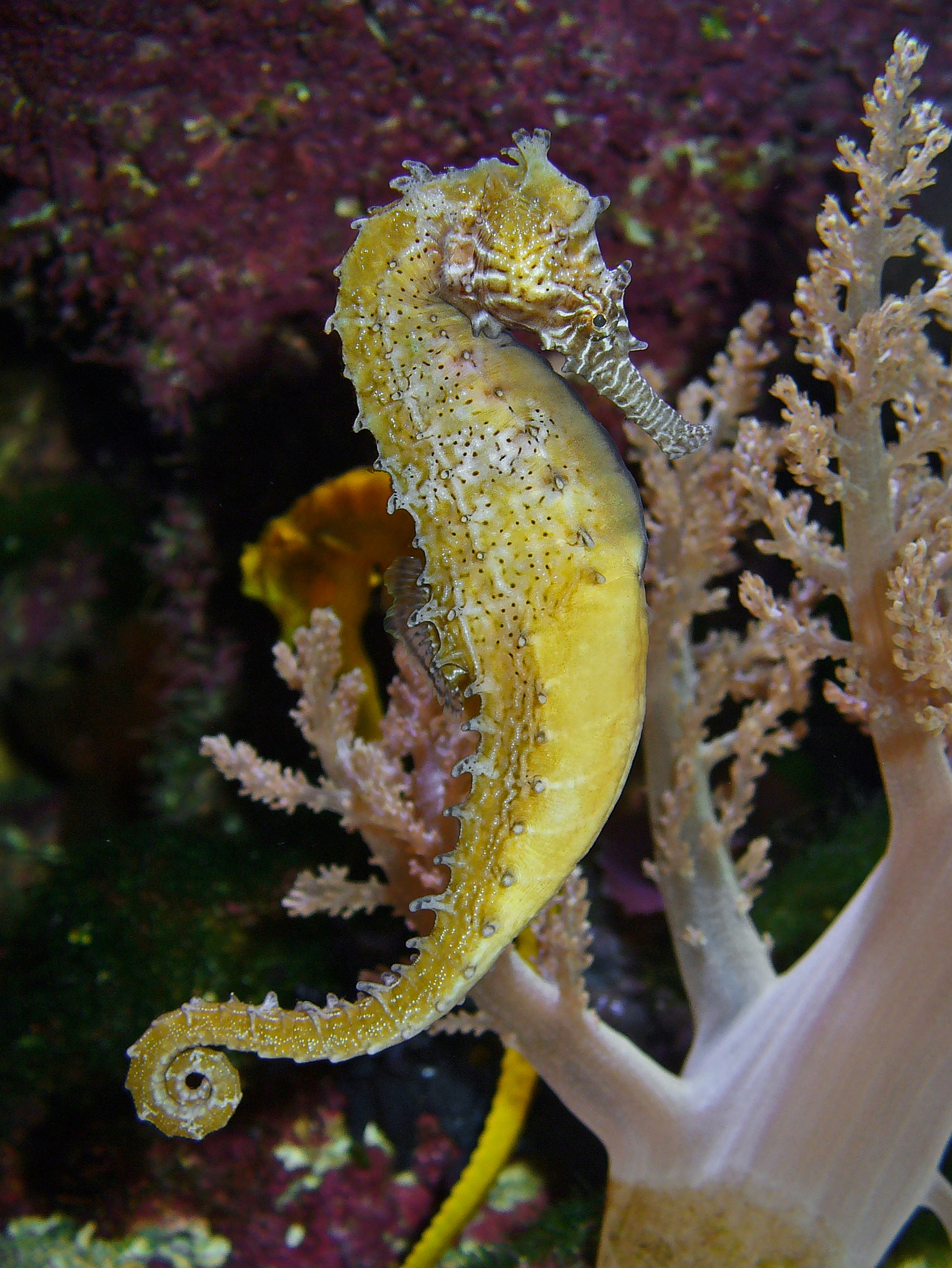
Hippocampus barbouri
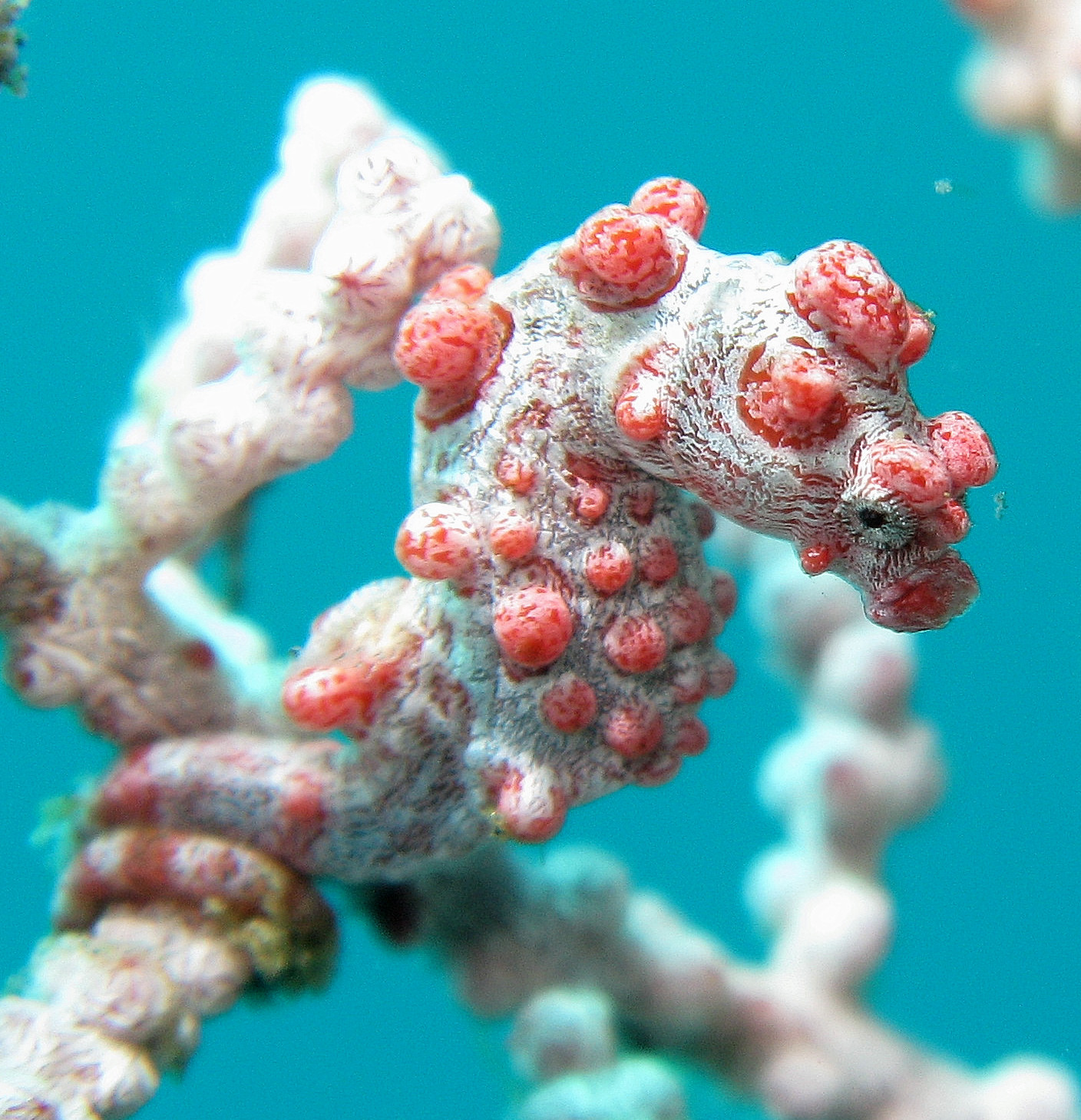
Hippocampus bargibanti
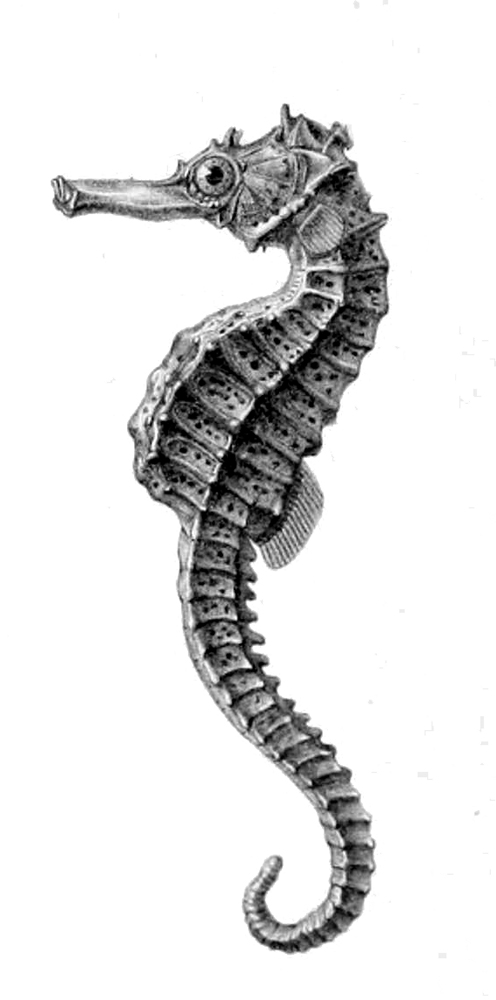
Hippocampus borboniensis
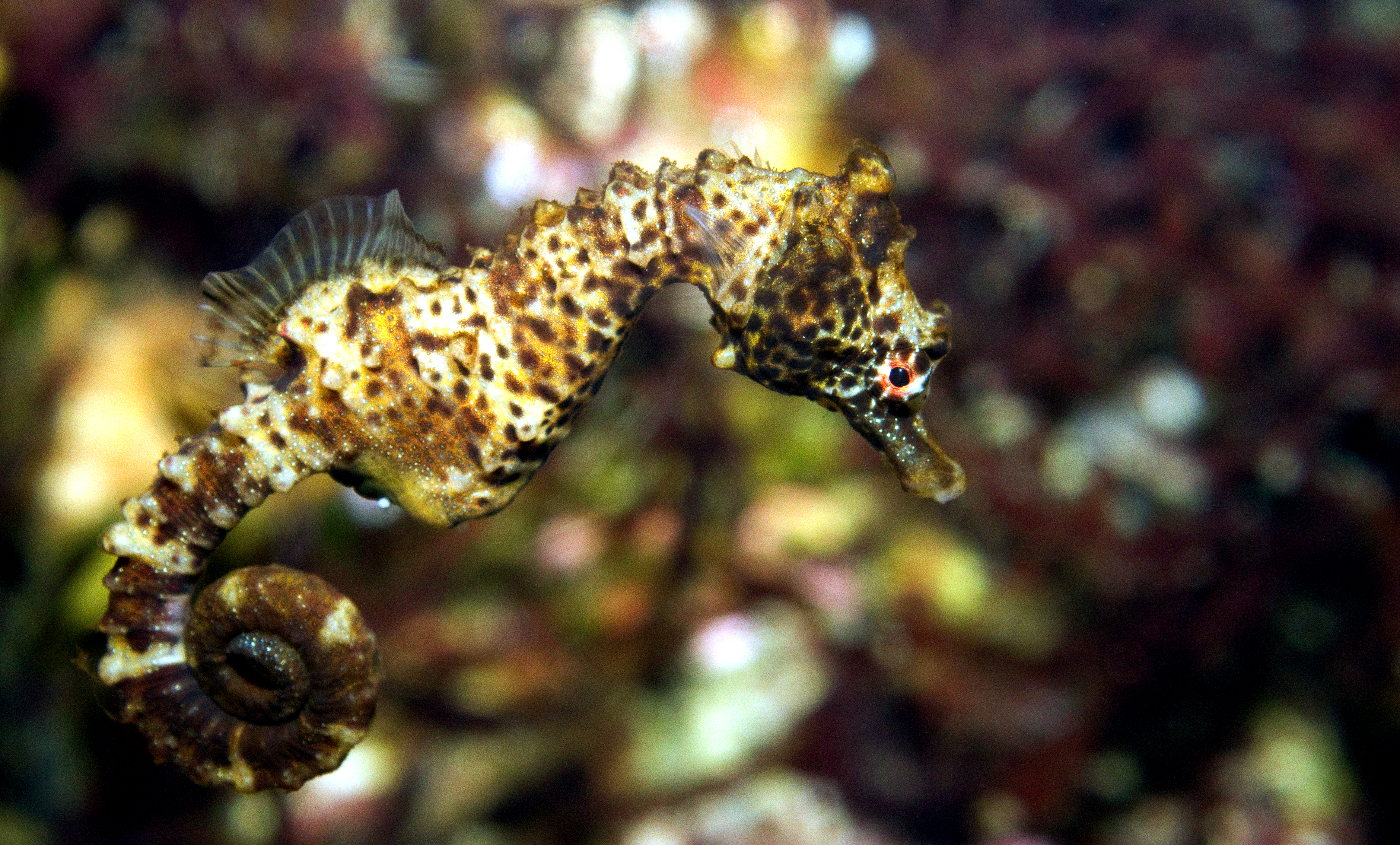
Hippocampus breviceps
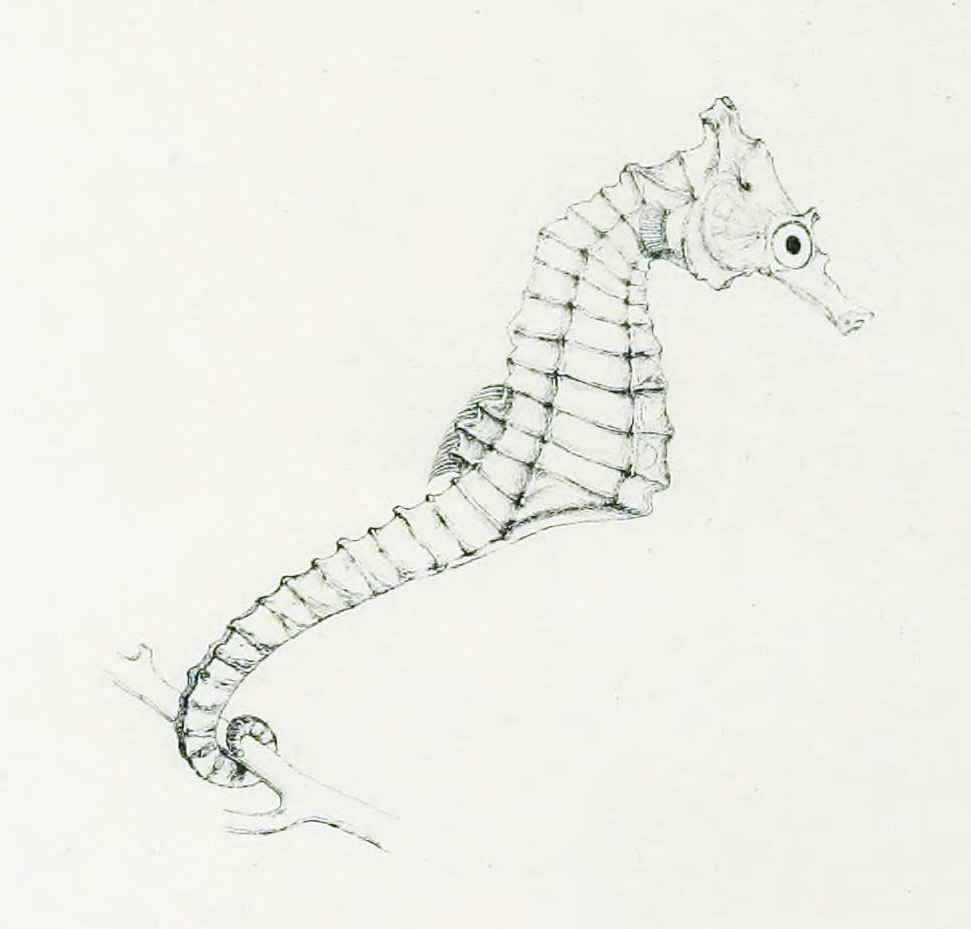
Hippocampus camelopardalis
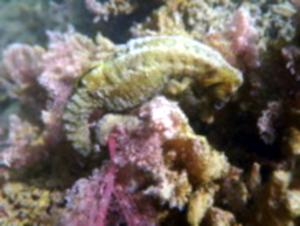
Hippocampus capensis
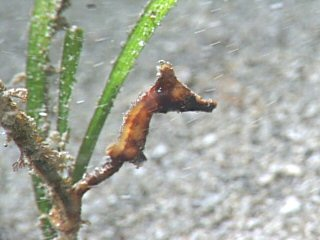
Hippocampus coronatus
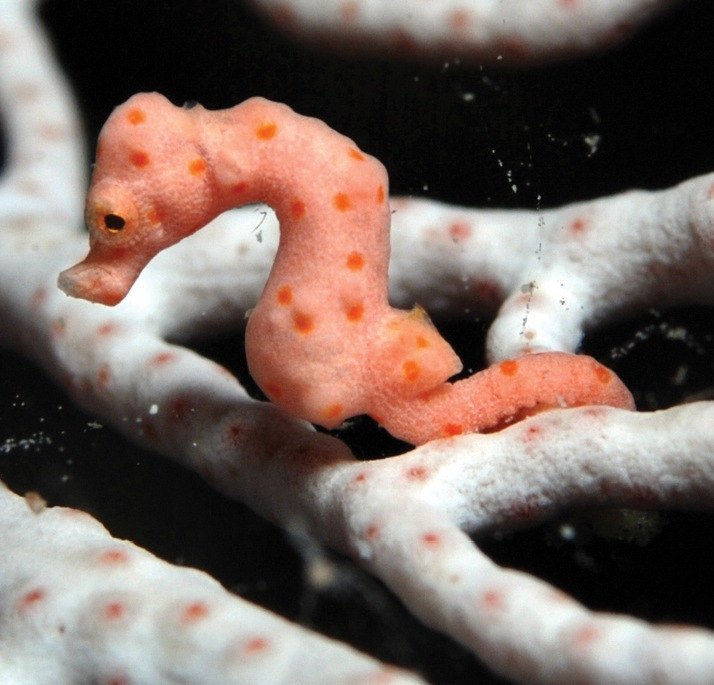
Hippocampus denise
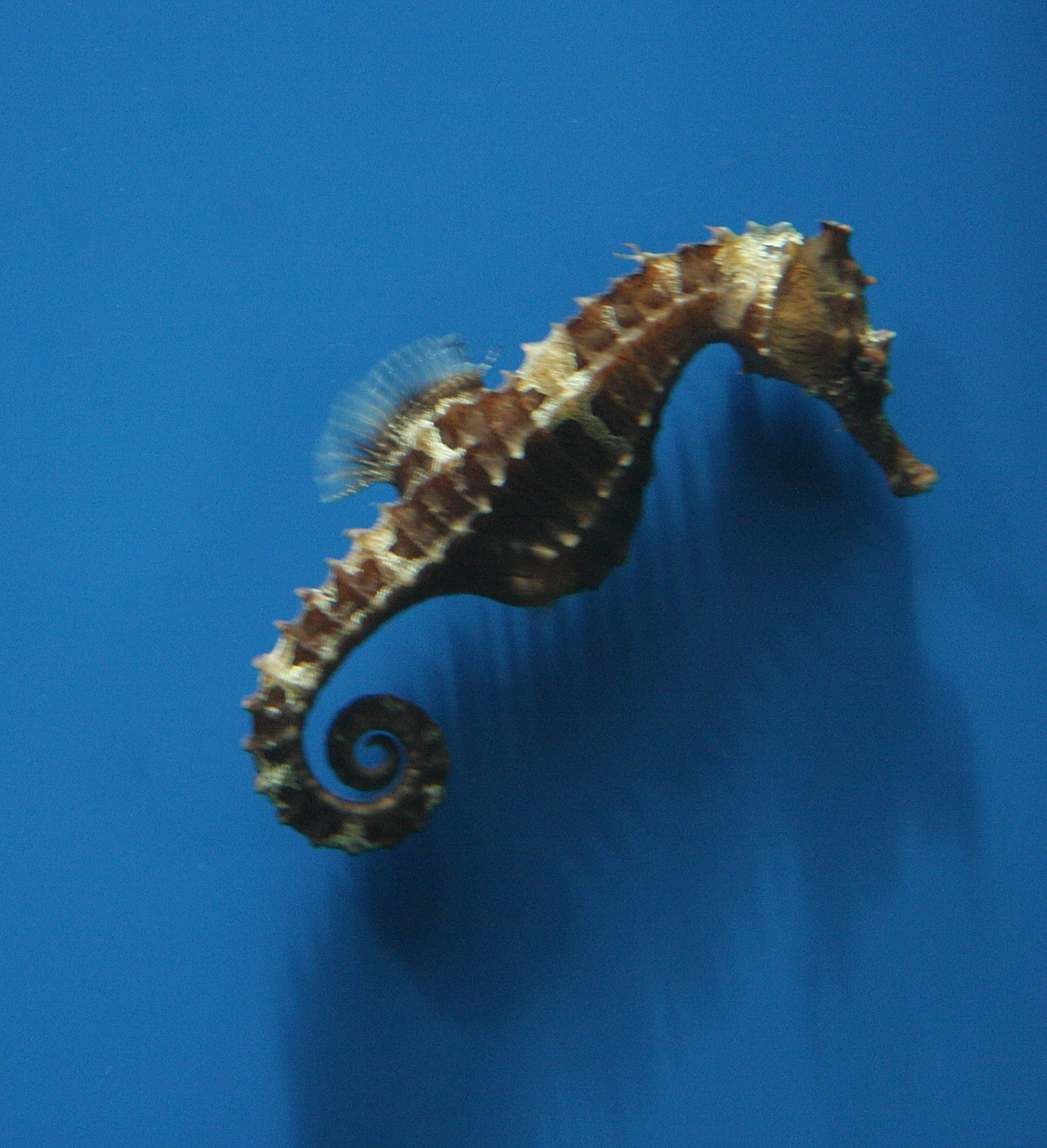
Hippocampus erectus
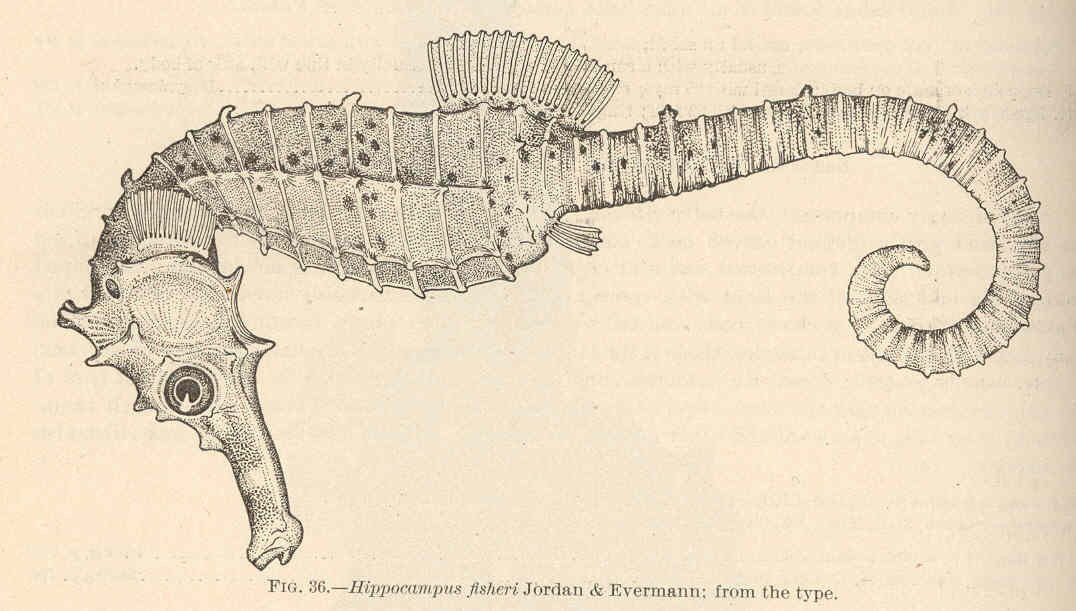
Hippocampus fisheri
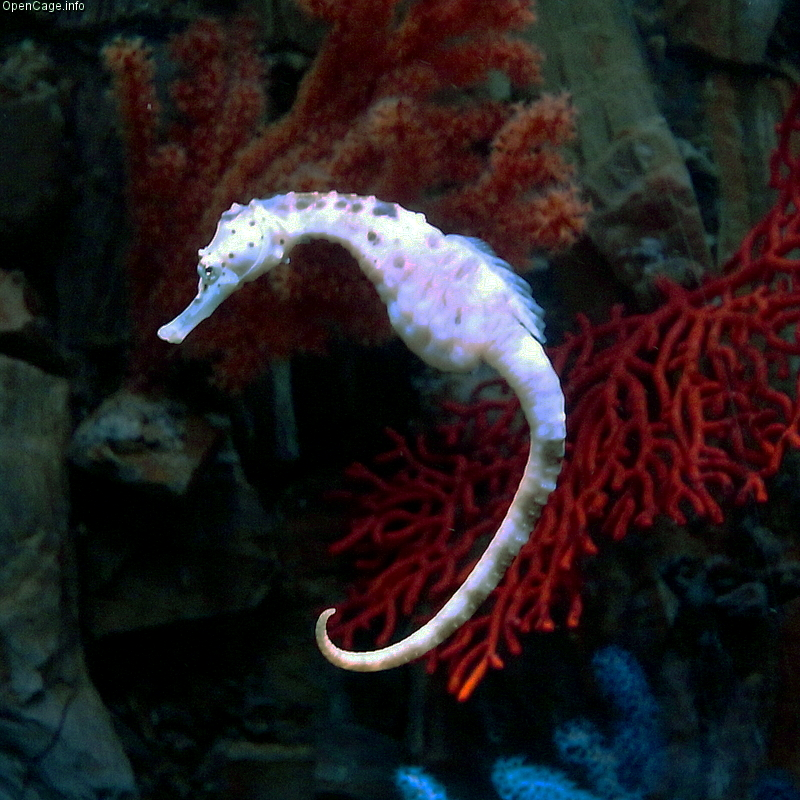
Hippocampus fuscus
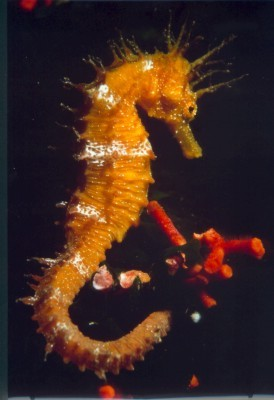
Hippocampus guttulatus
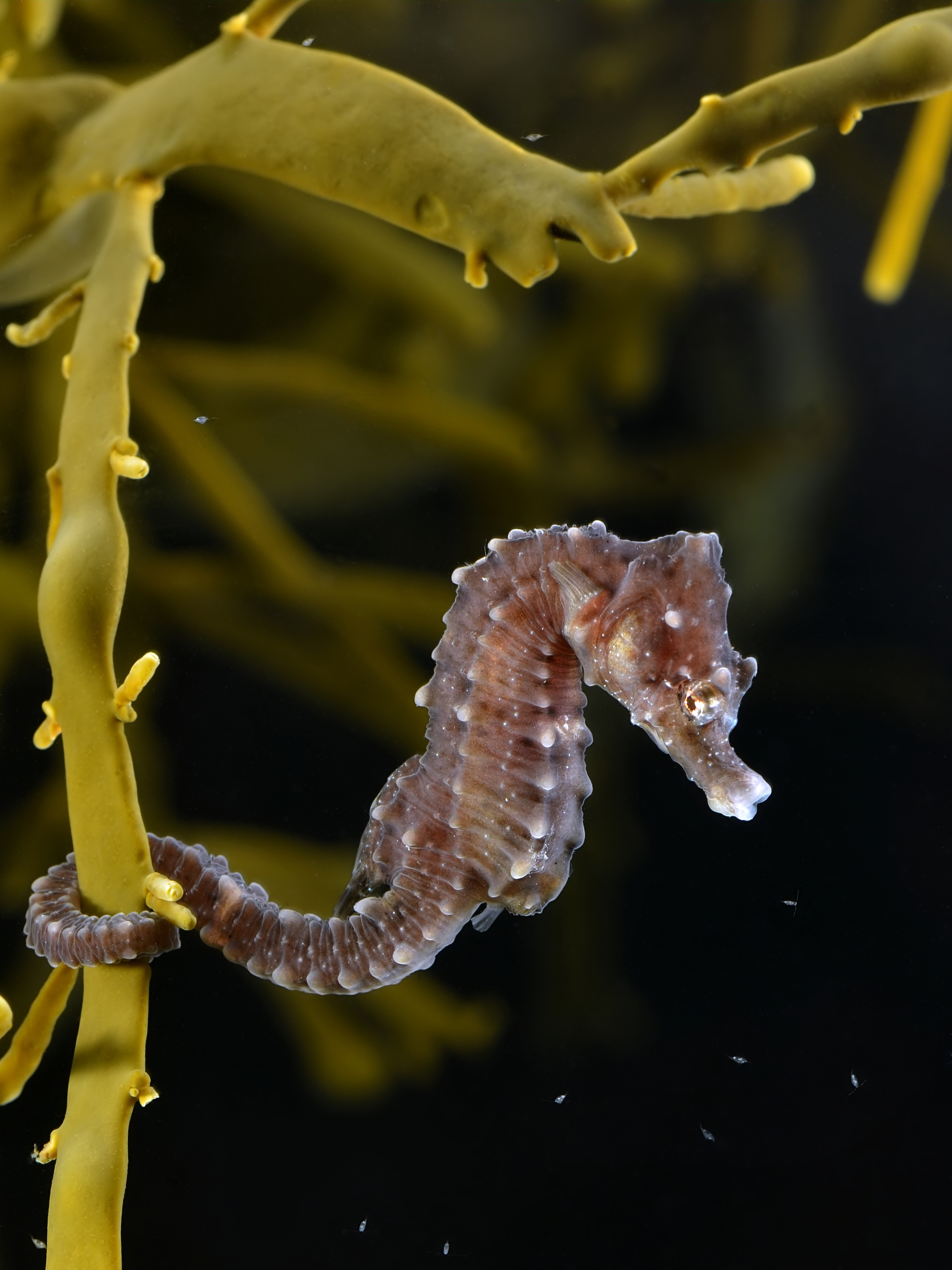
Hippocampus hippocampus
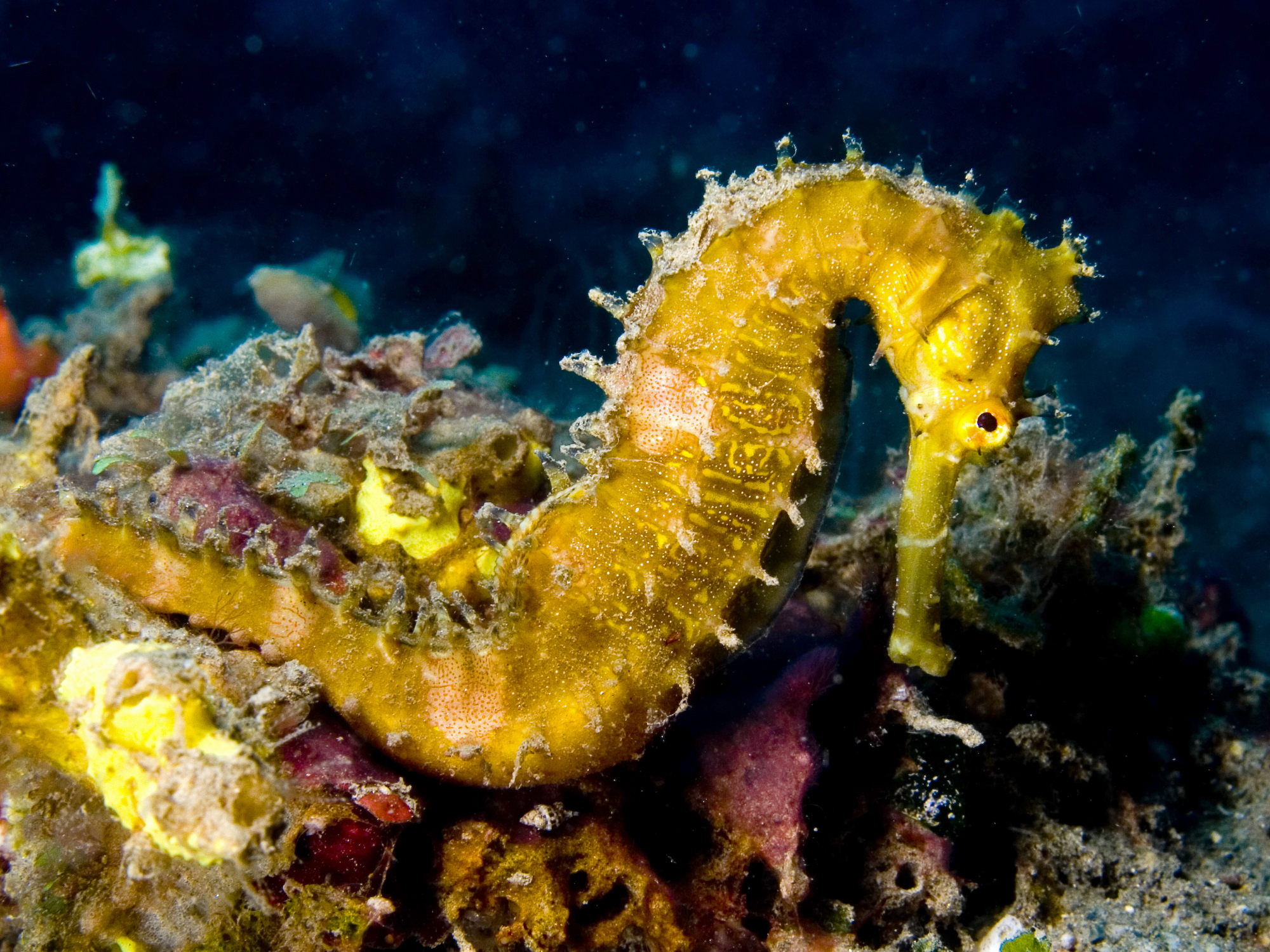
Hippocampus hystrix
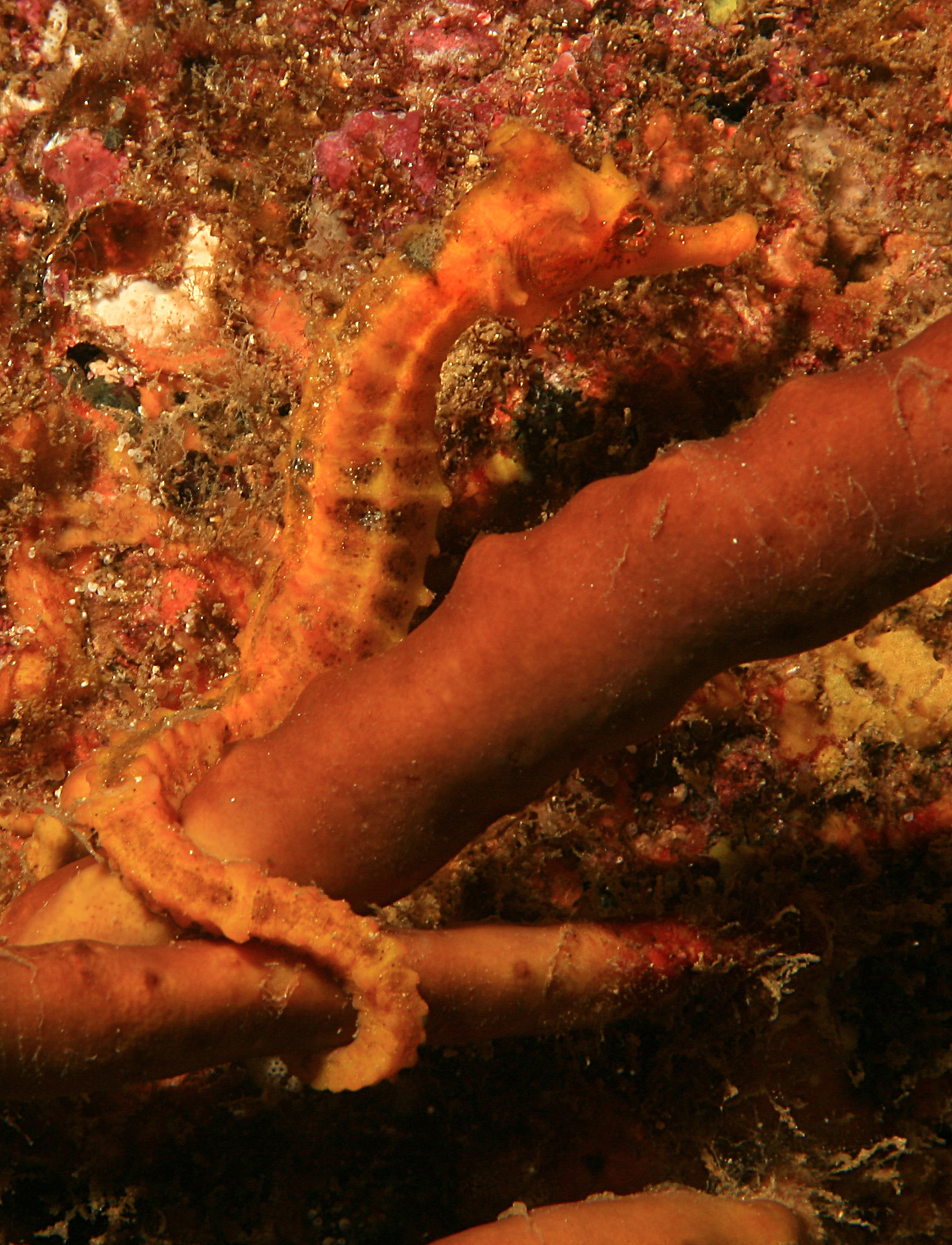
Hippocampus ingens
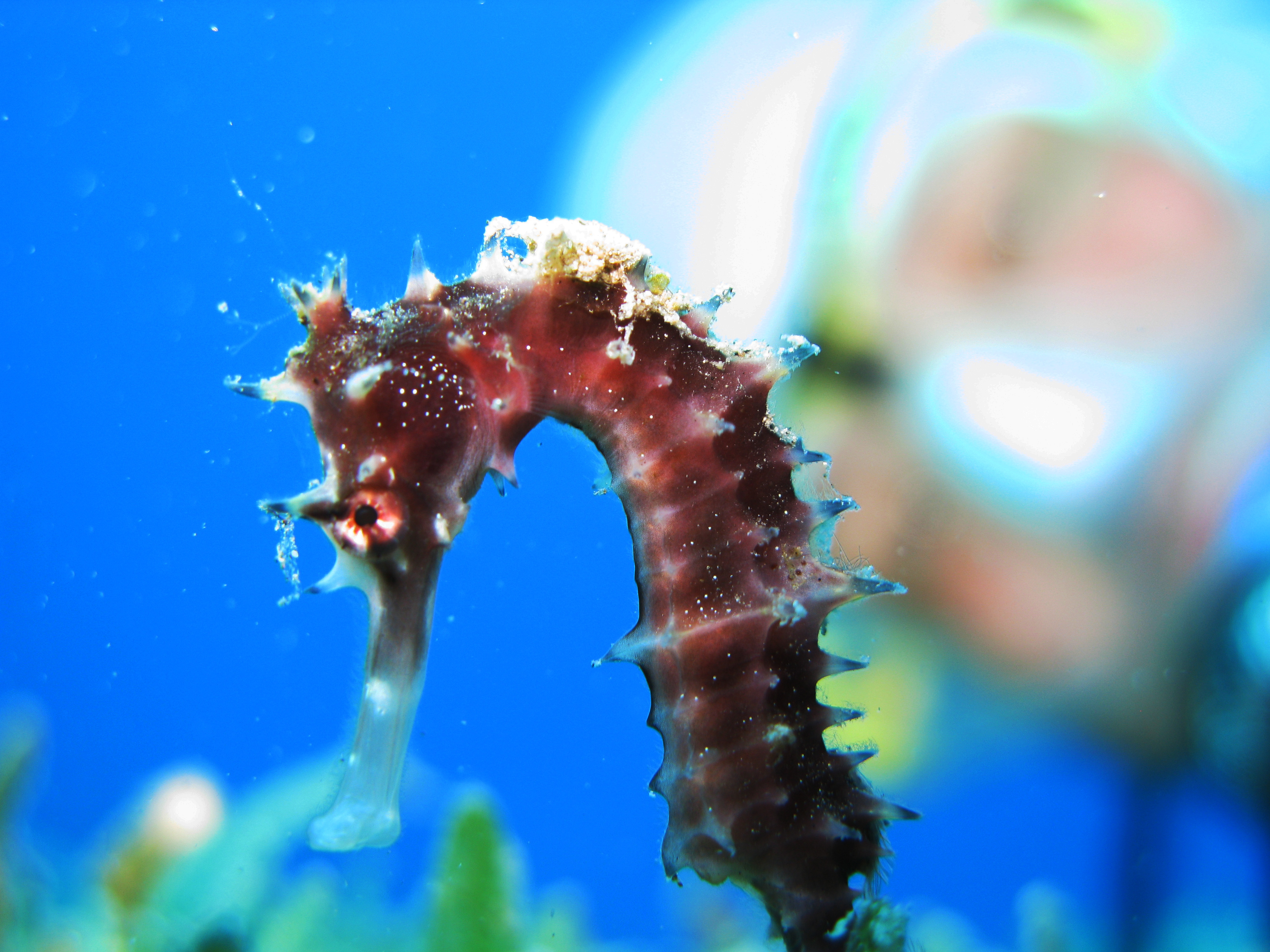
Hippocampus jayakari
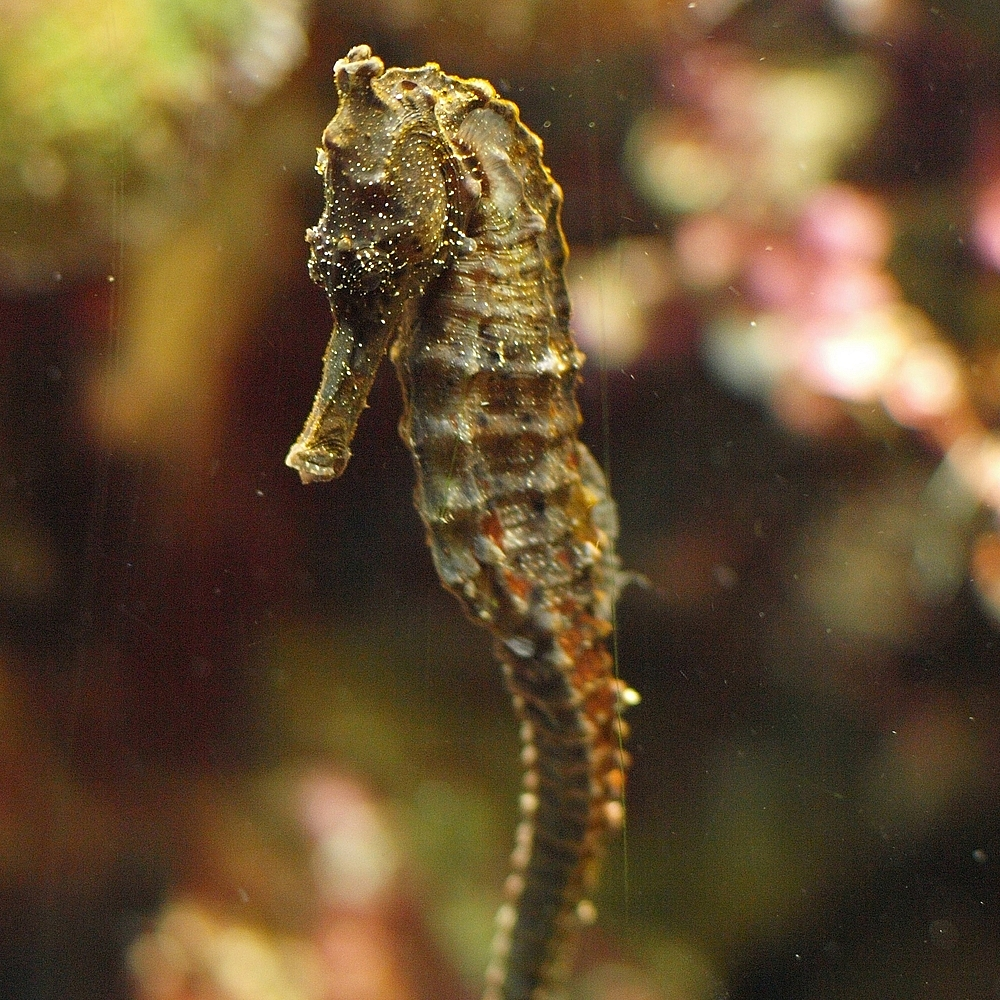
Hippocampus kelloggi
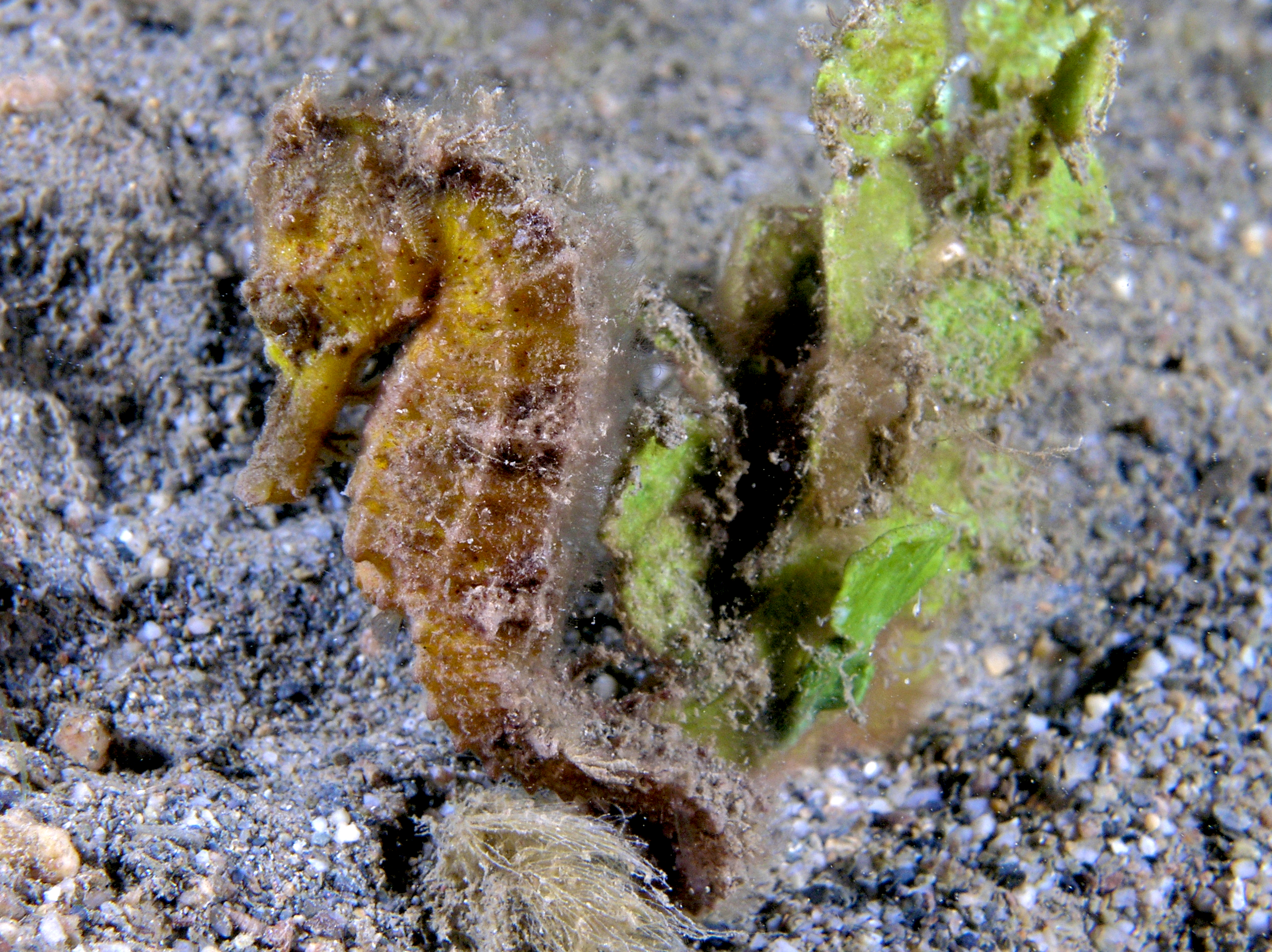
Hippocampus kuda
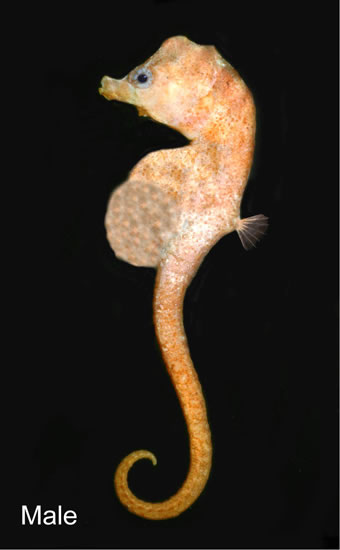
Hippocampus minotaur
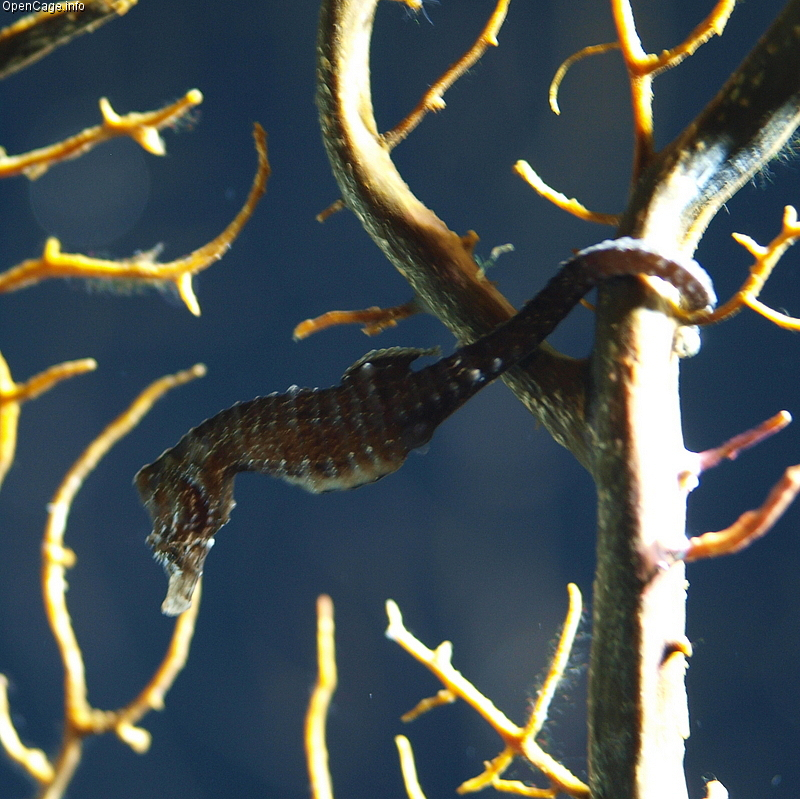
Hippocampus mohnikei
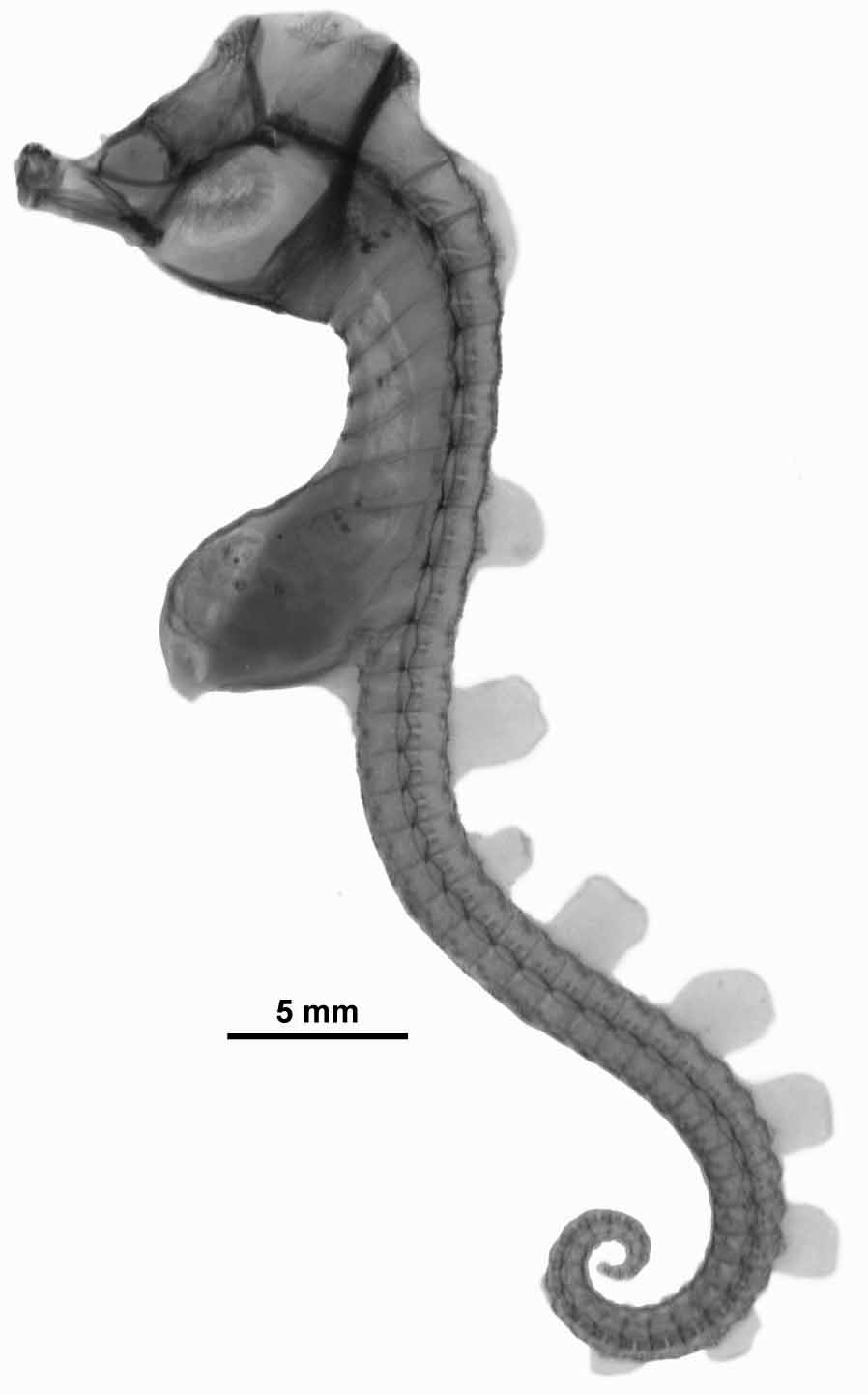
Hippocampus paradoxus
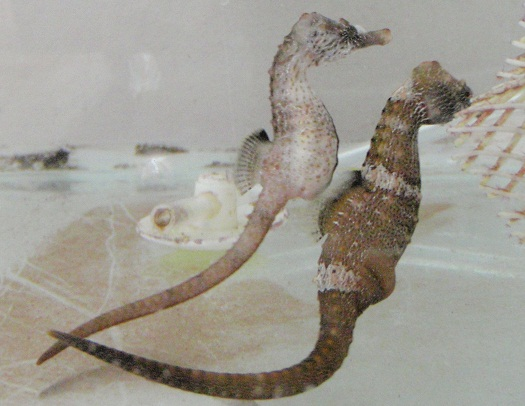
Hippocampus patagonicus
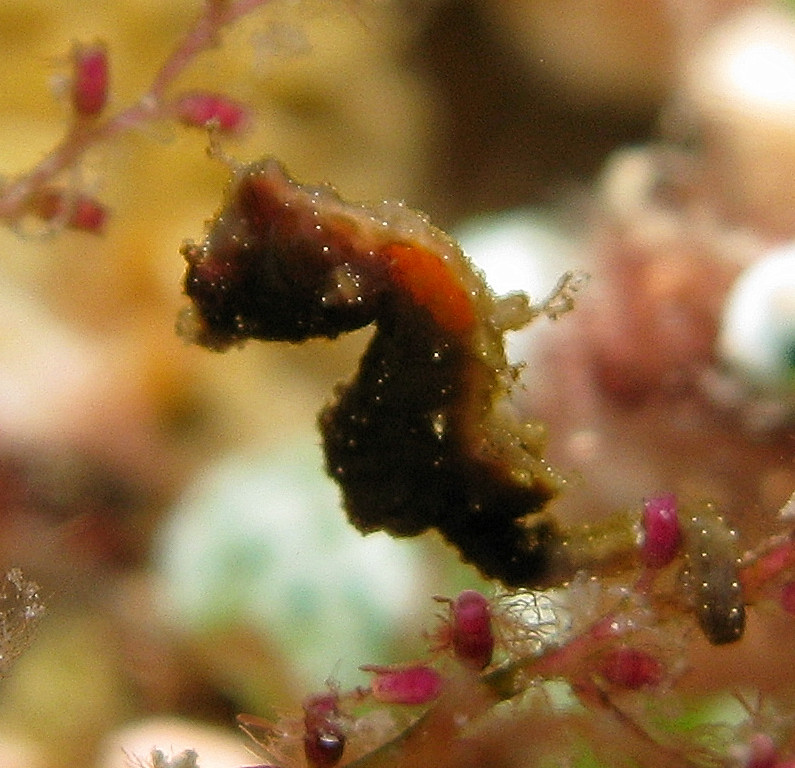
Hippocampus pontohi
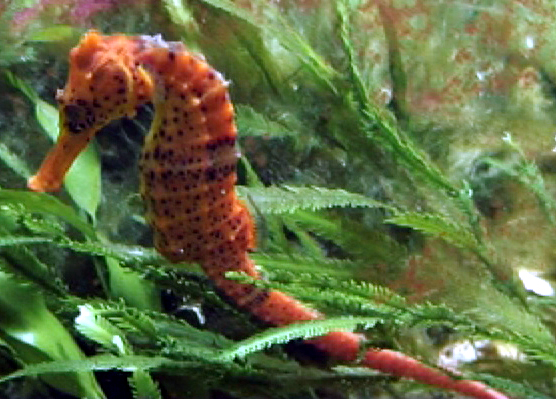
Hippocampus reidi
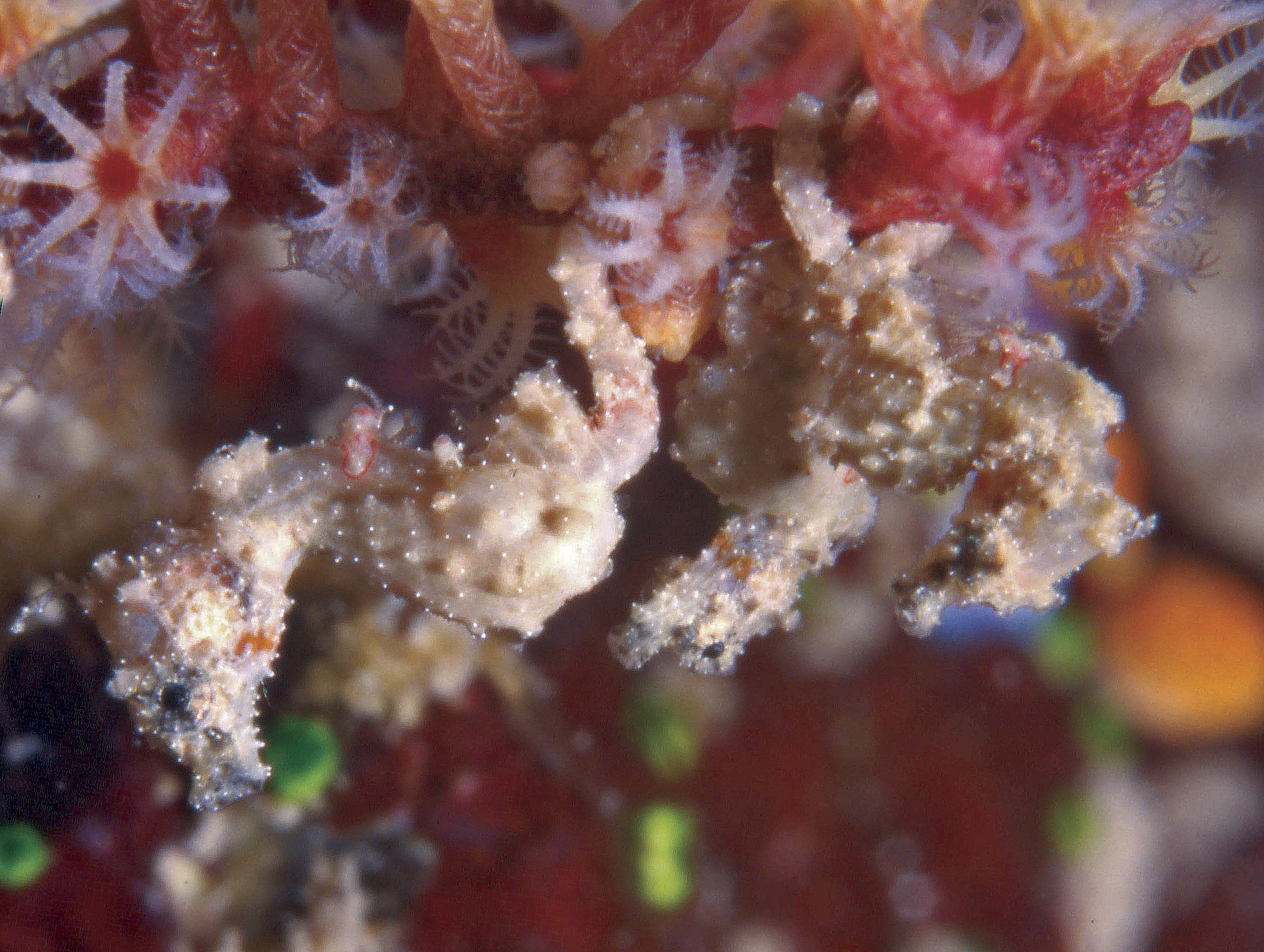
Hippocampus satomiae
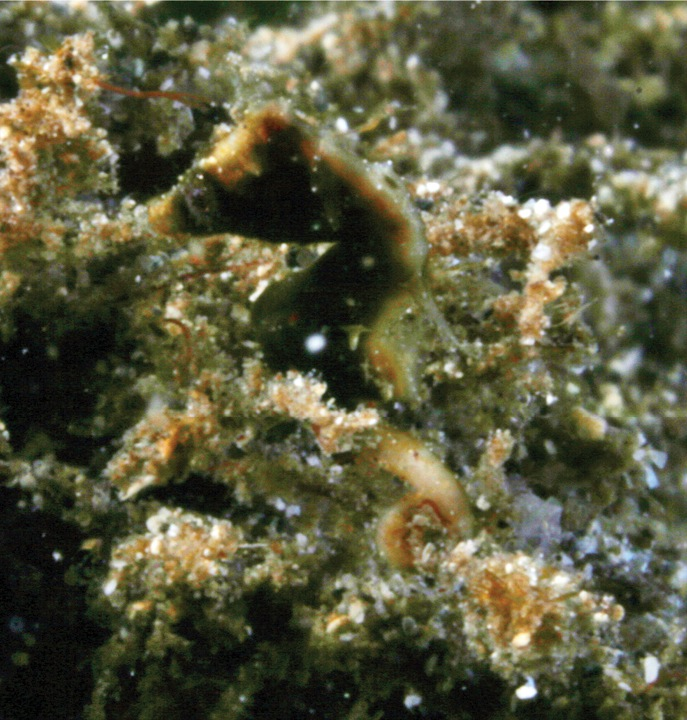
Hippocampus severnsi
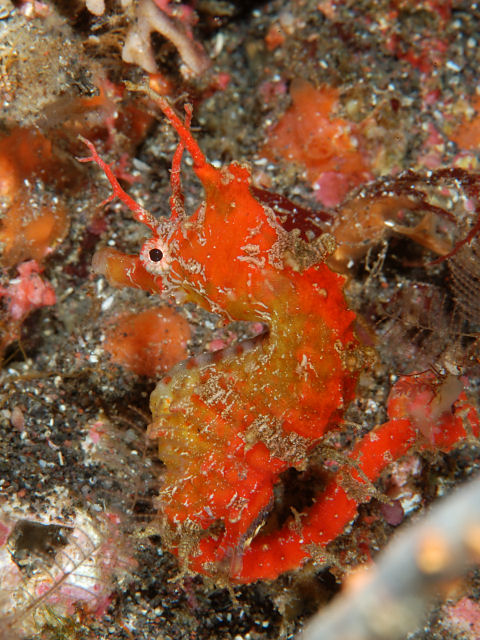
Hippocampus sindonis
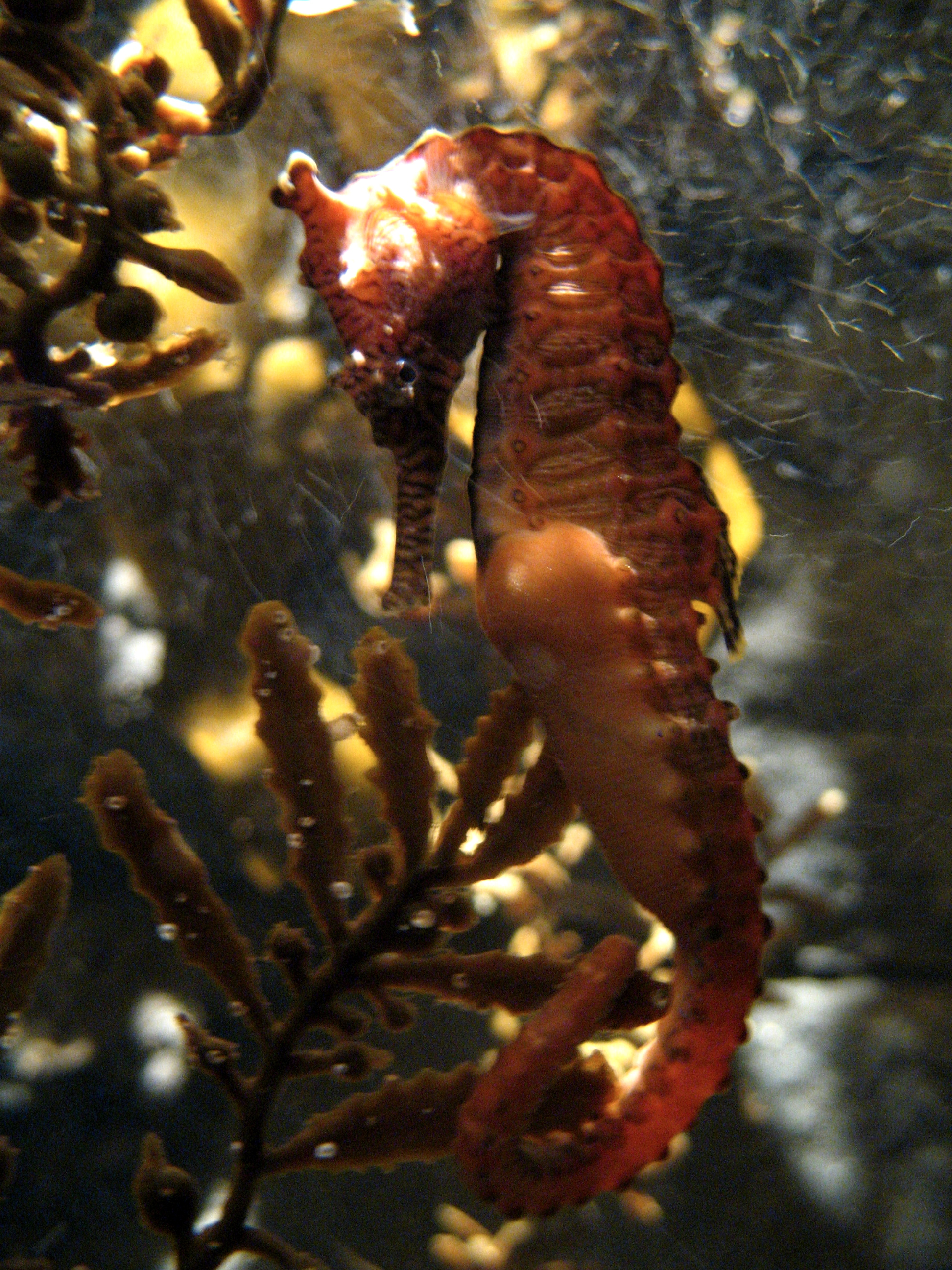
Hippocampus subelongatus
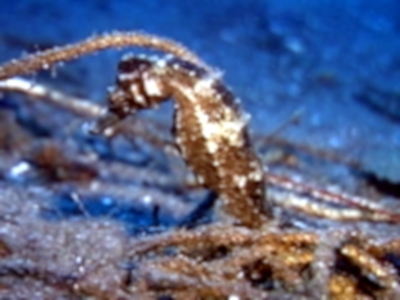
Hippocampus trimaculatus
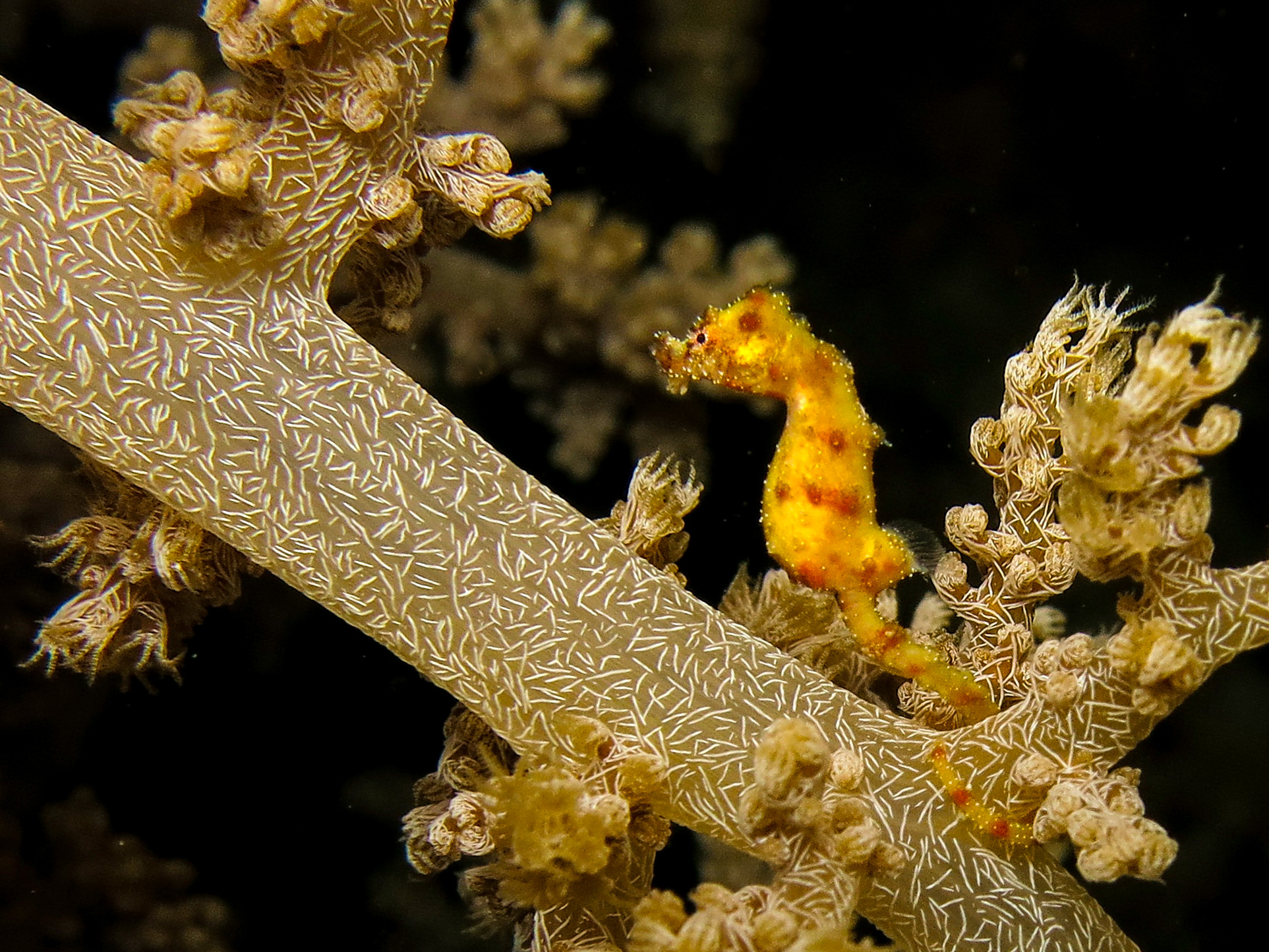
Hippocampus waleananus
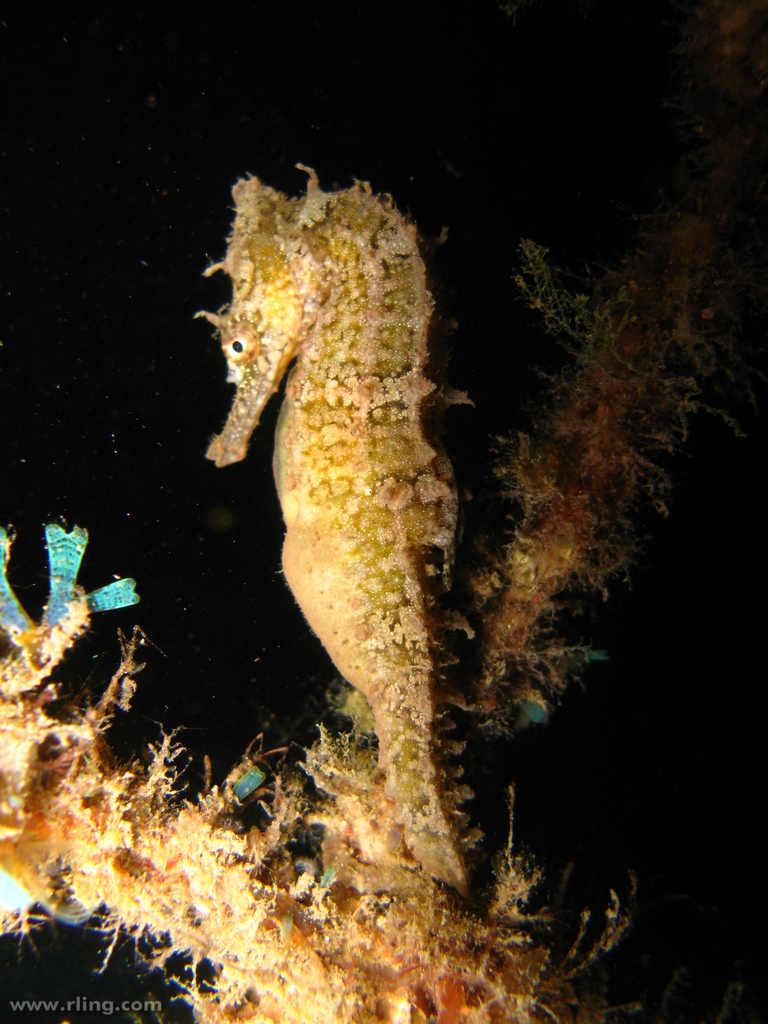
Hippocampus whitei
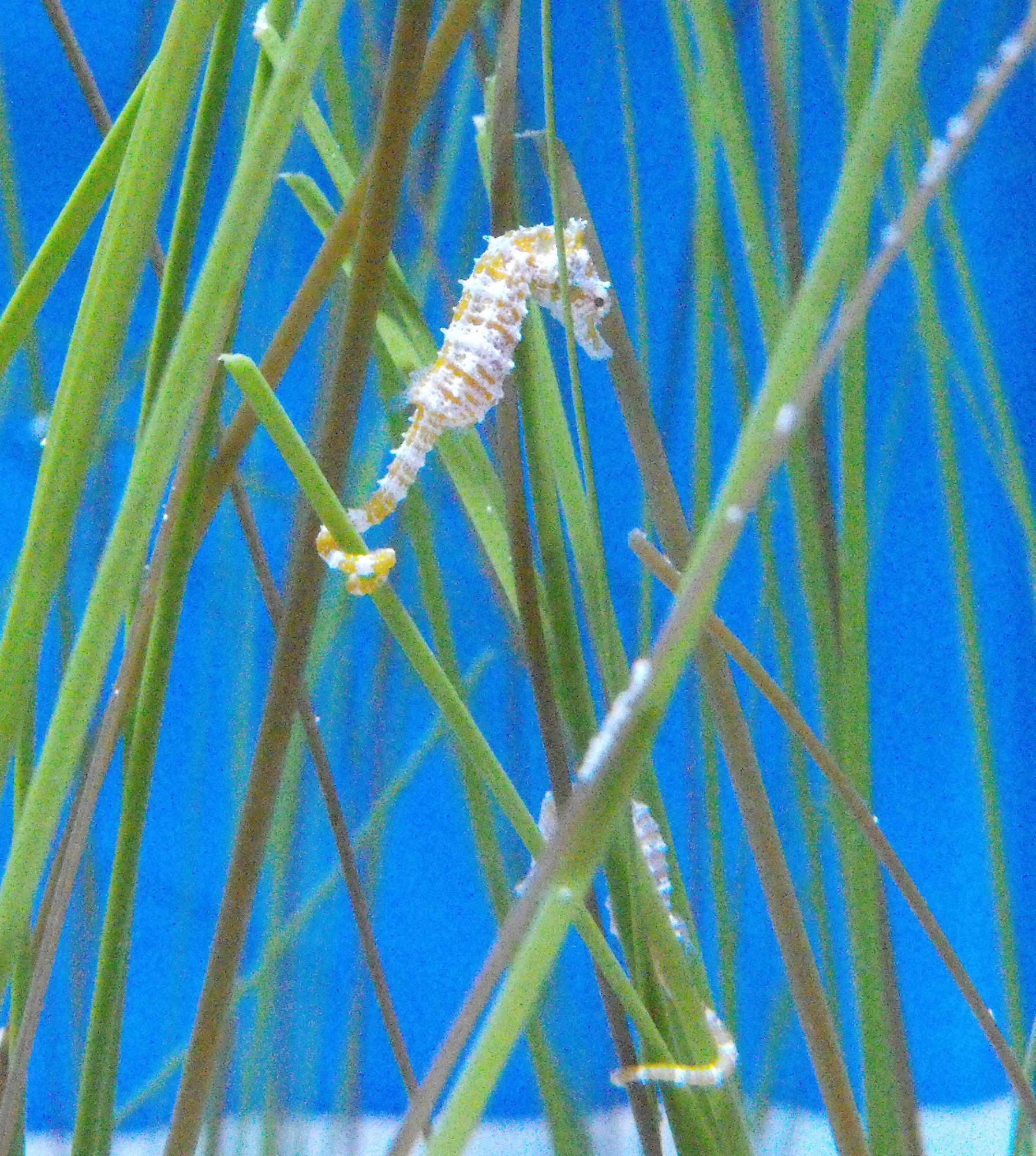
Hippocampus zosterae

## Conservación

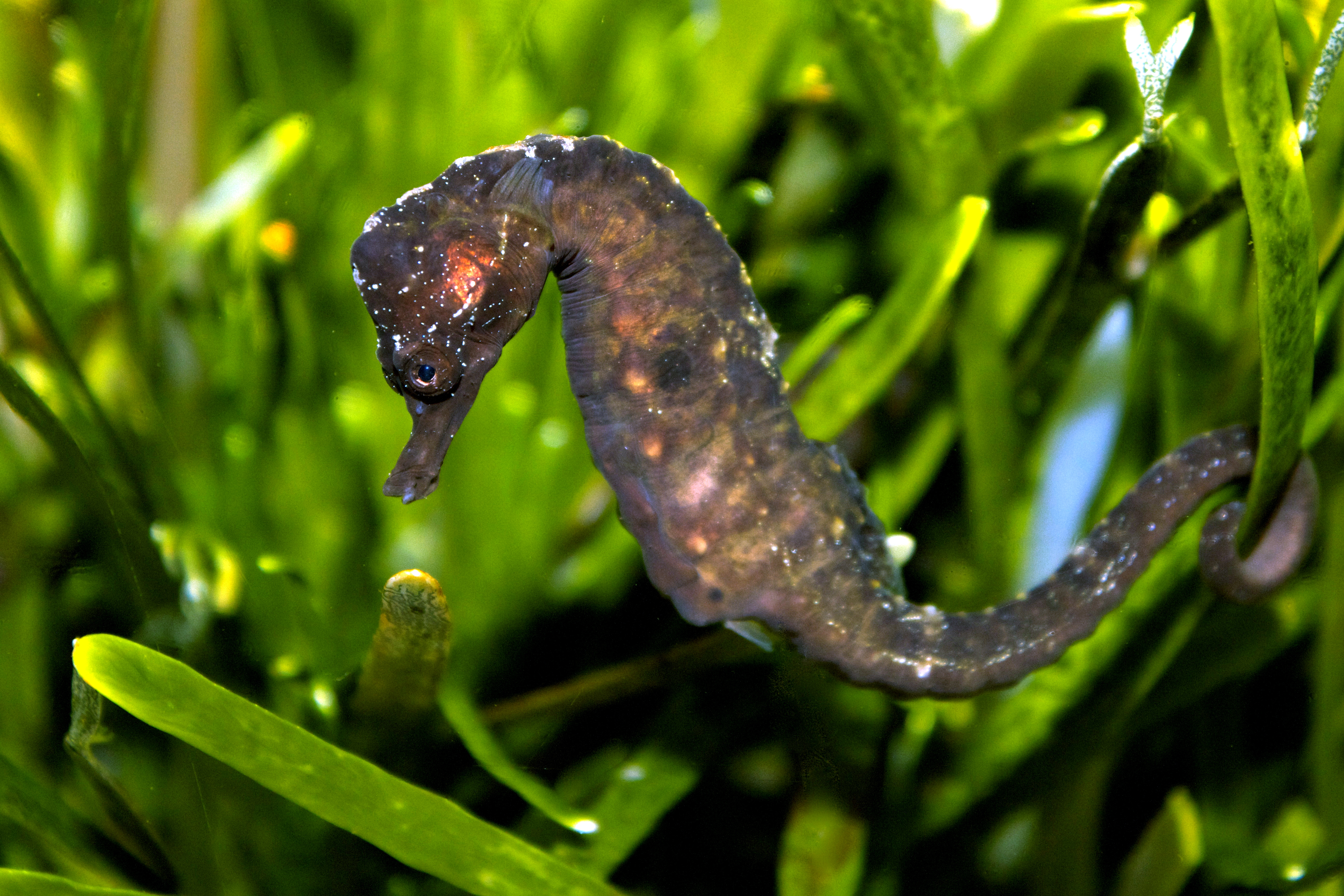
Hippocampus capensis, especie en peligro de extinción.

Actualmente[¿cuándo?] sus especies están incluidas en las listas de "en peligro de extinción", y su comercio se halla regulado por CITES. Cada año se capturan en Asia toneladas de caballitos de mar para su uso en tratamientos tradicionales, basados en supuestas propiedades curativas atribuidas a estos animales.
La Unión Internacional para la Conservación de la Naturaleza, IUCN en inglés, cataloga el estado de conservación de varias de las especies del género como vulnerables, e incluso, en el caso de H. capensis como "en grave peligro". Esta especie, que es endémica de Sudáfrica, se encuentra en esa situación de peligro debido a su limitado rango de distribución, de 300 km², concretamente en el estuario de Knysna y en otros tres estuarios situados en la costa sur del país; y al índice de ocupación de 27 km². A lo que hay que sumar, la creciente degradación del hábitat, debido a la acción humana.
Recientemente,[¿cuándo?] se han construido hábitats artificiales en los estuarios dónde habita H. capensis, resultando una medida efectiva en el estuario de Knysna, donde se han observado bastantes ejemplares en estos emplazamientos protectores.
Los tres estuarios están bajo la tutela del Consejo de Parques Nacionales, estando protegida por ley esta especie.
Esperanza de vida media en estado salvaje: de 1 a 5 años. Esperanza de vida media en cautividad: hasta 5 años.